# Manchester United F.C.
Manchester United Football Club (bryt. wym. [ˌmæntʃɛstə juˈnaɪtɪd]) – angielski klub piłkarski z siedzibą w Stretford, w hrabstwie Wielki Manchester. Występuje w Premier League, której był jednym z założycieli w 1992 roku.
Zespół powstał w 1878 jako Newton Heath LYR Football Club. W 1902, dziesięć lat po dołączeniu do The Football League i sześć lat przed pierwszym mistrzostwem kraju, był blisko bankructwa i zmienił swoją nazwę na obecną. W 1910 Manchester United przeniósł się na Old Trafford, na którym do dziś rozgrywa swoje spotkania (jest trzecim pod względem wielkości stadionem piłkarskim w Wielkiej Brytanii). Klub pod wodzą Matta Busby’ego zdobył Puchar Europy w 1968 i było to pierwsze zwycięstwo dla Anglii w tych rozgrywkach. Sukces przypadł dziesięć lat po monachijskiej katastrofie lotniczej, w której śmierć poniosło wielu pasażerów, w tym ośmiu zawodników pierwszej drużyny. 6 listopada 1986 roku trenerem zespołu został Alex Ferguson, który podczas swojej 26-letniej pracy sięgnął po najwięcej sukcesów w historii klubu.
Manchester United dwudziestokrotnie zostawał mistrzem Anglii, zdobył także trzynaście Pucharów Anglii i sześciokrotnie triumfował w rozgrywkach o Pucharu Ligi. Ponadto jest jedną z najbogatszych i najpopularniejszych drużyn na świecie. Największymi rywalami piłkarzy z Old Trafford są: Liverpool, Arsenal, Manchester City oraz Leeds United. W 1991 roku klub znalazł się na London Stock Exchange, a w maju 2005 został kupiony za prawie 800 milionów funtów przez rodzinę Glazerów. Od 2012 roku klub jest notowany na New York Stock Exchange.
Manchester United jest marką światową wycenianą w 2021 przez „Forbes” na 4,2 miliarda dolarów, co plasuje go na czwartym miejscu wśród klubów piłkarskich, za Barceloną, Realem Madryt i Bayernem.
Od 18 do 20 kwietnia 2021 członek i jednocześnie założyciel europejskiej Superligi.
24 grudnia 2023 roku Manchester United poinformował o wykupieniu przez sir Jima Ratcliffe'a oraz firmy INEOS 25% akcji klubu. Oficjalnie sir Jim Ratcliffe został współwłaścicielem 20 lutego 2024 roku wykupując 27,7% akcji. 19 grudnia 2024 roku INEOS wykupił kolejne akcje klubu.

## Historia

### Pierwsze lata (1878–1945)

Pozycje zajmowane przez klub w lidze od 1892 do 2025

Manchester United został założony w 1878 jako Newton Heath LYR Football Club przez pracowników wagonowni kolei Lancashire i Yorkshire w Newton Heath. Początkowo rozgrywał mecze przeciwko innym wydziałom i przewoźnikom kolejowym, a w 1888 został jednym z założycieli The Combination – regionalnej ligi piłkarskiej. Po jednym sezonie rozgrywki rozpadły się, a zespół dołączył do nowo powstałej Football Alliance, która była rozgrywana przez trzy lata, zanim połączyła się z the Football League. Z tego powodu sezon 1892/1893 drużyna rozpoczęła w First Division. W tym samym czasie stała się niezależna od przewoźnika kolejowego i zmieniła nazwę na Newton Heath Football Club. Po dwóch sezonach występów w First Division spadła do Second Division.
W styczniu 1902 klub otrzymał polecenie rozpoczęcia postępowania upadłościowego, ponieważ jego długi wynosiły 2670 funtów, co odpowiada dzisiejszym 210 tysiącom. Kapitan zespołu Harry Stafford znalazł czterech biznesmenów, w tym Johna Henry’ego Daviesa – późniejszego prezesa klubu. Każdy z nich zainwestował 500 funtów w zamian za udział w prowadzeniu Newton Heath, który następnie zmienił nazwę; 24 kwietnia 1902 oficjalnie powstał Manchester United Football Club. Pod wodzą Ernesta Mangnalla – trenera United w latach 1903–1912 – zespół zakończył rozgrywki Second Division w 1906 roku na drugim miejscu i awansował do First Division. Ligę tę wygrał dwa lata później, pierwszy raz sięgając po mistrzostwo Anglii. Na początku kolejnego sezonu piłkarze Mangnalla triumfowali w premierowej edycji Tarczy Dobroczynności, a rozgrywki zakończyli z pierwszym w historii zwycięstwem w Pucharze Anglii. W 1911 roku klub po raz drugi zdobył mistrzostwo kraju, a po zakończeniu kolejnego sezonu Mangnall opuścił Old Trafford i trafił do Manchesteru City.
W 1922, trzy lata po zakończeniu przerwy w rozgrywkach spowodowanych I wojną światową, Manchester United spadł do Second Division, gdzie występował do 1925 roku. Ponownie został relegowany w 1931, a trzy lata później zajął najniższe w historii miejsce w lidze – 20. w Second Division. Po śmierci głównego sponsora J.H. Daviesa w październiku 1927, sytuacja finansowa Manchesteru United pogorszyła się do tego stopnia, że klub prawdopodobnie zbankrutowałby, gdyby nie James W. Gibson, który w grudniu 1931 zainwestował dwa tysiące funtów i przejął nad nim kontrolę. W sezonie 1938/1939, ostatnim przed wybuchem II wojny światowej, zespół zajął 14. miejsce w First Division.

### Era Matta Busby’ego (1945–1969)

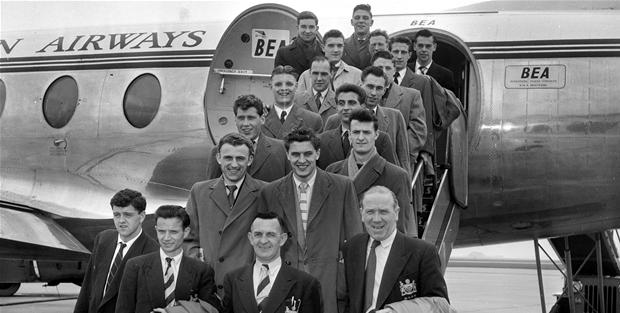
Dzieci Busby’ego w 1955

W październiku 1945 trenerem Manchesteru United został Matt Busby, który objął wielką kontrolę nad selekcją zawodników, transferami i sesjami treningowymi. Busby doprowadził zespół do drugiego miejsca w lidze w 1947, 1948 i 1949, a także do zwycięstwa w Pucharze Anglii w 1948. Cztery lata później klub zdobył pierwsze mistrzostwo Anglii od 41 lat. Wygrał także rozgrywki ligowe w 1956 i 1957. Ówczesny Manchester United media określiły mianem „Dzieci Busby’ego”, ponieważ średnia wieku zawodników wynosiła 22 lata. W 1957 został pierwszym angielskim zespołem, który uczestniczył w Pucharze Europy, mimo obiekcji ze strony the Football League, która w poprzednim sezonie odmówiła udziału w tych rozgrywkach Chelsea. Podczas drogi do półfinału, w którym United przegrali z Realem Madryt, drużyna odniosła najwyższe zwycięstwo w historii, pokonując 10:0 RSC Anderlecht.

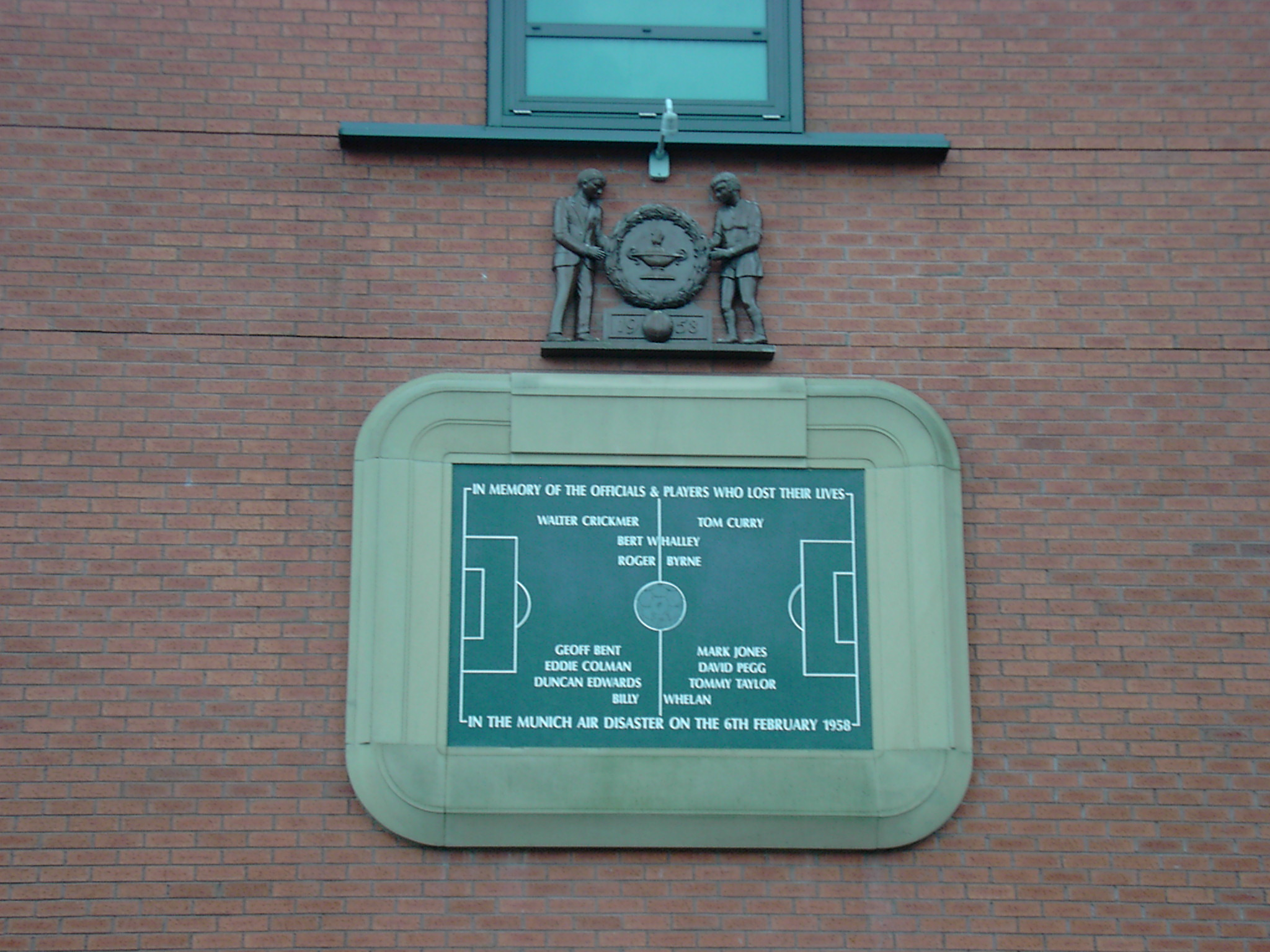
Tablica upamiętniająca katastrofę w Monachium

6 lutego 1958, w czasie podróży z ćwierćfinałowego meczu Pucharu Europy z Crveną zvezdą Belgrad, samolot z zawodnikami Manchesteru United, pracownikami klubu i dziennikarzami rozbił się podczas startowania po tankowaniu w Monachium. W katastrofie śmierć poniosły 23 osoby, w tym ośmiu piłkarzy – Geoff Bent, Roger Byrne, Eddie Colman, Duncan Edwards, Mark Jones, David Pegg, Tommy Taylor i Billy Whelan. Kilkunastu innych pasażerów zostało rannych.
Szkoleniowiec zespołu rezerw Jimmy Murphy tymczasowo objął pierwszą drużynę, podczas gdy Busby dochodził do zdrowia. Doprowadził on Manchester United do finału Pucharu Anglii, w którym przegrał z Boltonem Wanderers 0:2. Z powodu tragedii jaka spotkała klub, UEFA zaprosiła go do uczestnictwa w kolejnej edycji Pucharu Europy. Mimo zgody the Football Association, the Football League nie pozwoliło drużynie uczestniczyć w tych rozgrywkach, ponieważ się do nich nie zakwalifikowała. W latach 60. Busby przebudował zespół, sprowadzając takich piłkarzy jak Denis Law, czy Pat Crerand. Wprowadził także kolejną generację młodych zawodników, z których najbardziej wyróżniał się George Best. Manchester United zdobył w 1963 roku Puchar Anglii, a w kolejnym sezonie zajął drugie miejsce w lidze. Rok później udało mu się wygrać rozgrywki ligowe, a sukces ten powtórzył także w 1967. W następnej kampanii stał się pierwszym angielskim zespołem, który zdobył Puchar Europy, pokonując w finale 4:1 Benficę. W ówczesnej drużynie Manchesteru United występowało trzech zdobywców Złotej Piłki – Bobby Charlton, Denis Law i George Best. Matt Busby w 1969 zrezygnował ze stanowiska trenera i zastąpił go szkoleniowiec zespołu rezerw, a także były zawodnik klubu – Wilf McGuinness.
Finał Pucharu Mistrzów
| 29 maja 1968 | Manchester United | 4:1(0:0) | SL Benfica | Wembley, Londyn Widzów: 92 225 Sędzia: Concetto Lo Bello (Włochy) |
| 29 maja 1968 | Bobby Charlton 53', 99', George Best 92', · Brian Kidd 94' | 4:1(0:0) | Jaime Graça 79' | Wembley, Londyn Widzów: 92 225 Sędzia: Concetto Lo Bello (Włochy) |
| Alex Stepney – Shay Brennan, Bill Foulkes, David Sadler, Tony Dunne – Pat Crerand, Bobby Charlton (kapitan), Nobby Stiles – George Best, Brian Kidd, John Aston; Trener: Matt Busby | Alex Stepney – Shay Brennan, Bill Foulkes, David Sadler, Tony Dunne – Pat Crerand, Bobby Charlton (kapitan), Nobby Stiles – George Best, Brian Kidd, John Aston; Trener: Matt Busby |          | José Henrique – Adolfo Calisto, Humberto Fernandes, Jacinto Santos, Fernando Cruz – Jaime Graça, Mário Coluna (kapitan), José Augusto – José Torres, Eusébio, António Simões; Trener: Otto Glória | José Henrique – Adolfo Calisto, Humberto Fernandes, Jacinto Santos, Fernando Cruz – Jaime Graça, Mário Coluna (kapitan), José Augusto – José Torres, Eusébio, António Simões; Trener: Otto Glória |

### 1969–1986

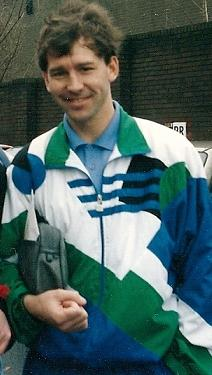
Bryan Robson był kapitanem Manchesteru United przez 12 lat, więcej niż jakikolwiek inny zawodnik

Manchester United w sezonie 1969/1970 zajął ósme miejsce w lidze, a kolejne rozgrywki rozpoczął słabo. Z tego powodu Busby tymczasowo został trenerem pierwszego zespołu, a McGuinness powrócił na stanowisko trenera drużyny rezerw. W czerwcu 1971 zatrudniono Franka O’Farrella, ale w grudniu 1972 zastąpił go Tommy Docherty. Docherty uchronił Manchester United w tamtych rozgrywkach przed spadkiem, ale w 1974 już mu się to nie udało. W tym czasie Best, Law i Charlton opuścili klub. W pierwszym sezonie w drugiej lidze zespół wywalczył awans, a w 1976 dotarł do finału Pucharu Anglii, w którym przegrał z Southampton 0:1. Rok później triumfował w tym turnieju, pokonując Liverpool 2:1. Niedługo potem Docherty został zwolniony, ponieważ wykryto jego romans z żoną klubowego fizjoterapeuty.
Dave Sexton zastąpił Docherty’ego latem 1977. Do zespołu sprowadził między innymi Joego Jordana, Gordona McQueena, Gary’ego Baileya i Raya Wilkinsa. Manchester United przegrał w finale Pucharu Anglii 1979 z Arsenalem 2:3, a następnie zajął drugie miejsce w lidze w sezonie 1979/1980. Sexton został zwolniony w 1981, mimo iż zespół wygrał ostatnie siedem meczów pod jego wodzą. Następca Anglika, Ron Atkinson, zakontraktował Bryana Robsona z West Bromwich Albion za najwyższą kwotę w historii brytyjskiej piłki nożnej. Nowy trener doprowadził Manchester United do dwóch zwycięstw w Pucharze Anglii w ciągu trzech lat (1983 i 1985). W sezonie 1985/1986, w pierwszych 15 meczach, drużyna odniosła 13 wygranych i dwukrotnie zremisowała. Była z tego powodu faworytem do tytułu mistrza kraju, ale ostatecznie zajęła czwarte miejsce. W listopadzie Atkinson został zwolniony.

### Era Aleksa Fergusona (1986–2013)
W dzień zwolnienia Atkinsona do klubu przybył Alex Ferguson (Aberdeen) i jego asystent Archie Knox. Doprowadzili zespół do 11. miejsca w lidze. Mimo zajęcia drugiej lokaty w kolejnym sezonie, rok później Manchester United ponownie zakończył rozgrywki na 11. miejscu. Pojawiły się plotki o planowanym zwolnieniu Fergusona, ale zwycięstwo nad Crystal Palace w finale Pucharu Anglii 1990 uratowało jego posadę. W kolejnym sezonie Manchester United zdobył Puchar Zdobywców Pucharów (po finałowym zwycięstwie nad Barceloną 2:1) i wygrał Superpuchar Europy, pokonując 1:0 Crveną Zvezdę Belgrad.
Finał Pucharu Zdobywców Pucharów
| 15 maja 1991 | Manchester United | 2:1(0:0) | FC Barcelona | De Kuip, Rotterdam Widzów: 45 000 Sędzia: Bo Karlsson (Szwecja) |
| 15 maja 1991 | Mark Hughes 67', 74' | 2:1(0:0) | Ronald Koeman 79' | De Kuip, Rotterdam Widzów: 45 000 Sędzia: Bo Karlsson (Szwecja) |
| Les Sealey – Denis Irwin, Steve Bruce, Gary Pallister, Clayton Blackmore – Mike Phelan, Paul Ince, Bryan Robson (kapitan), Lee Sharpe – Brian McClair, Mark Hughes; Trener: Alex Ferguson | Les Sealey – Denis Irwin, Steve Bruce, Gary Pallister, Clayton Blackmore – Mike Phelan, Paul Ince, Bryan Robson (kapitan), Lee Sharpe – Brian McClair, Mark Hughes; Trener: Alex Ferguson |          | Carles Busquets – Nando, José Ramón Alexanko (kapitan) (72' Antonio Pinilla), Albert Ferrer – Ronald Koeman – Andoni Goikoetxea, Eusebio, José Mari Bakero, Txiki Begiristain – Julio Salinas, Michael Laudrup; Trener: Johan Cruijff | Carles Busquets – Nando, José Ramón Alexanko (kapitan) (72' Antonio Pinilla), Albert Ferrer – Ronald Koeman – Andoni Goikoetxea, Eusebio, José Mari Bakero, Txiki Begiristain – Julio Salinas, Michael Laudrup; Trener: Johan Cruijff |

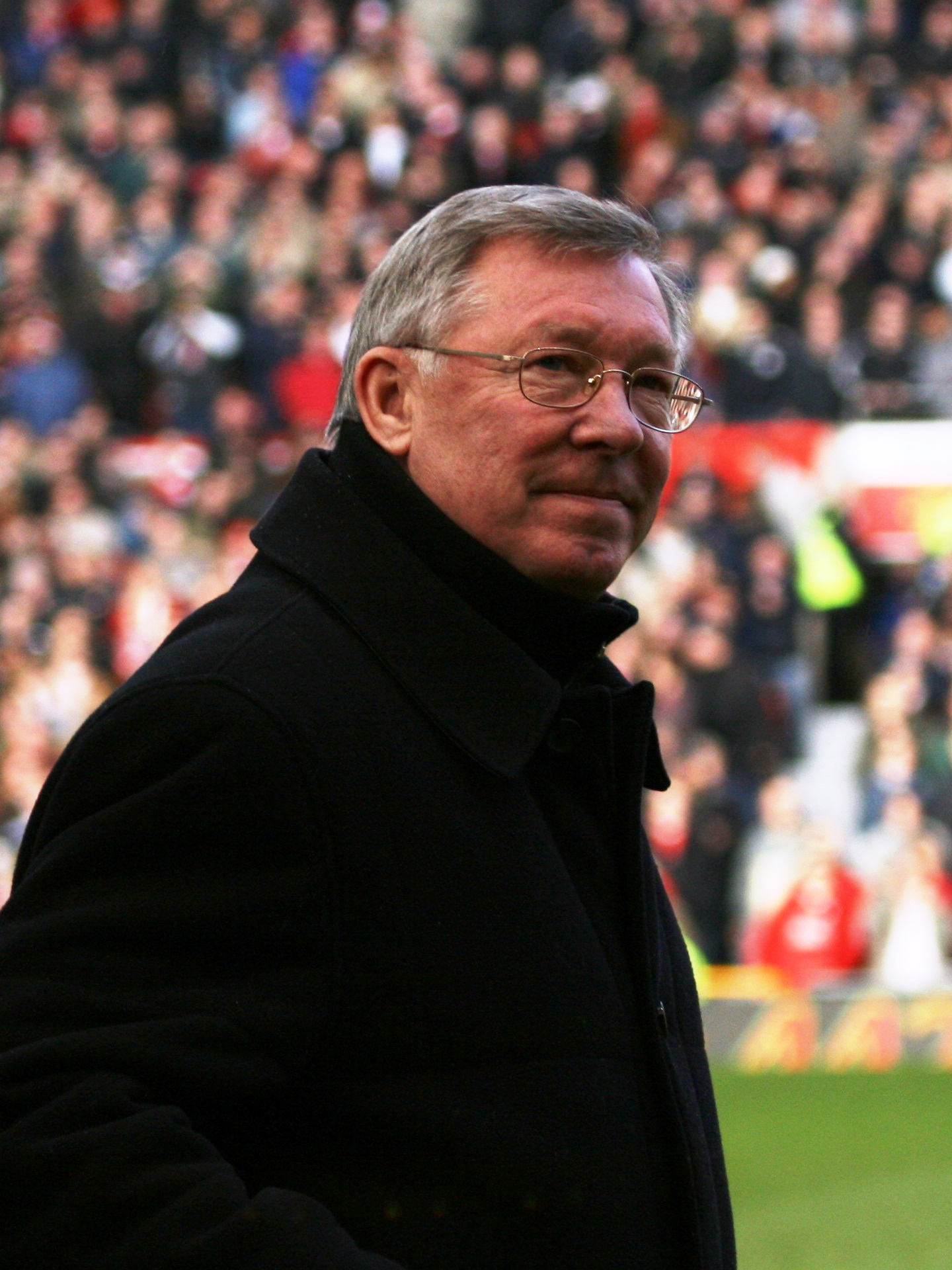
Alex Ferguson – trener Manchesteru United w latach 1986–2013

W letnim okienku transferowym klub pozyskał za sumę 1,8 mln euro Érica Cantonę. W 1992 zespół po raz drugi z rzędu zagrał w finale Pucharu Ligi Angielskiej – tym razem zwyciężył 1:0 Nottingham Forest w meczu rozegranym na Wembley. W sezonie 1992/1993 drużyna po raz pierwszy od 1967 roku została mistrzem Anglii, a w rozgrywkach 1993/1994 po raz pierwszy od 1957 roku uczyniła to dwa razy z rzędu; wygrała również Puchar Anglii, przez co udało jej się zdobyć pierwszy w klubowej historii dublet. Rok później do zespołu dołączył Andrew Cole.

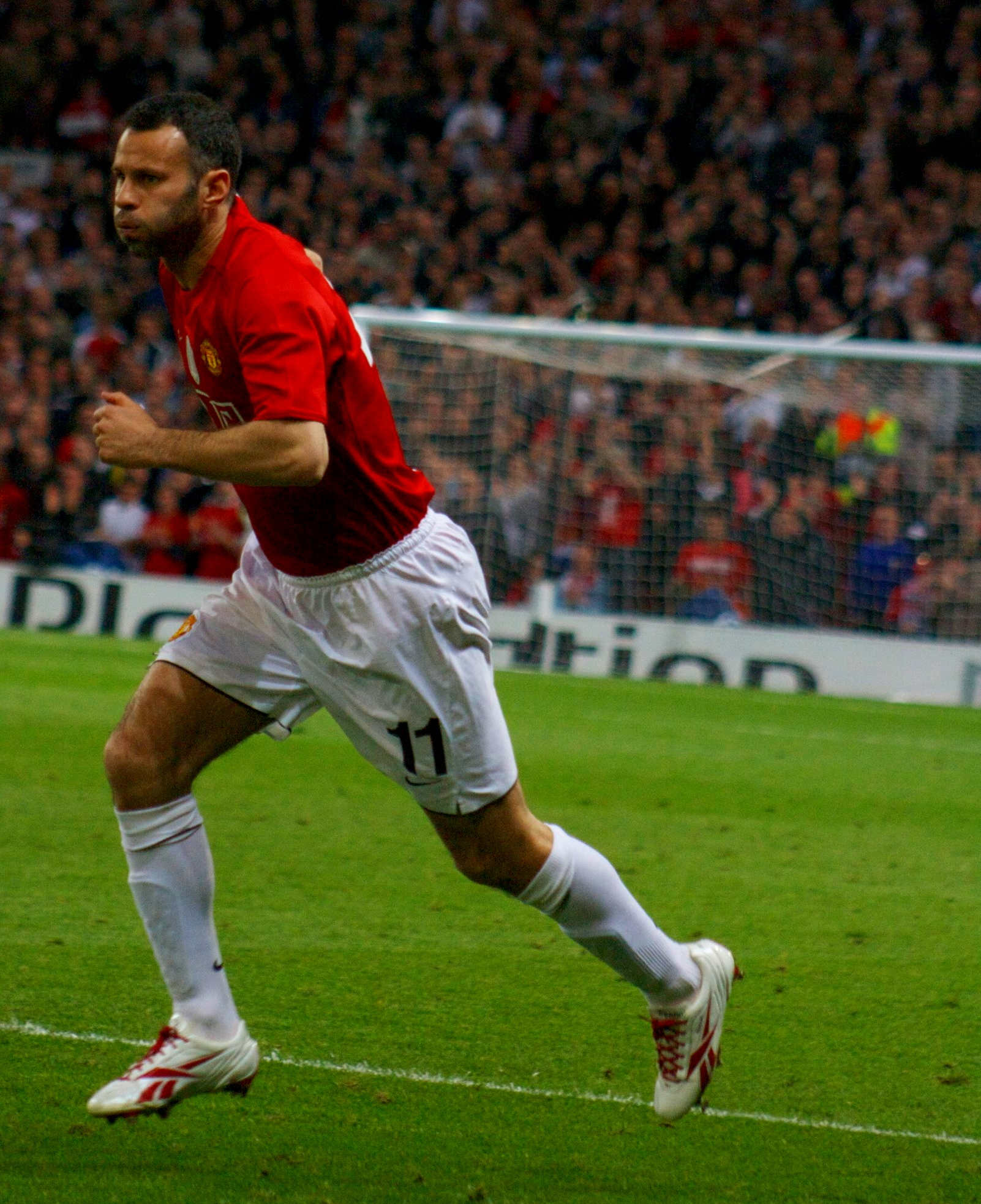
Ryan Giggs jest najbardziej utytułowanym zawodnikiem w historii angielskiej piłki nożnej

W sezonie 1998/1999 Manchester United został pierwszym angielskim klubem, który wygrał Premier League, Ligę Mistrzów i zdobył Puchar Anglii podczas jednych rozgrywek – tak zwaną „potrójną koronę”. W finale Ligi Mistrzów rozgrywanym na Camp Nou podopieczni szkockiego trenera przegrywali do 90. minuty z Bayernem Monachium 0:1, ale gole Teddy’ego Sheringhama i Ole Gunnara Solskjæra zapewniły Manchesterowi United zwycięstwo w doliczonym czasie gry. Zespół sięgnął także po Puchar Interkontynentalny, po pokonaniu w finale 1:0 SE Palmeirasu. W uznaniu zasług Alex Ferguson otrzymał od królowej Elżbiety II tytuł szlachecki.
Finał Pucharu Mistrzów
| 26 maja 1999 | Manchester United | 2:1(0:1) | Bayern Monachium | Camp Nou, Barcelona Widzów: 90 245 Sędzia: Pierluigi Collina (Włochy) |
| 26 maja 1999 | Teddy Sheringham 90+1', · Ole Gunnar Solskjær 90+3' | 2:1(0:1) | Mario Basler 6' | Camp Nou, Barcelona Widzów: 90 245 Sędzia: Pierluigi Collina (Włochy) |
| Peter Schmeichel (kapitan) – Gary Neville, Ronny Johnsen, Jaap Stam, Denis Irwin – Ryan Giggs, David Beckham, Nicky Butt, Jesper Blomqvist (67' Teddy Sheringham) – Dwight Yorke, Andy Cole (81' Ole Gunnar Solskjær); Trener: Alex Ferguson | Peter Schmeichel (kapitan) – Gary Neville, Ronny Johnsen, Jaap Stam, Denis Irwin – Ryan Giggs, David Beckham, Nicky Butt, Jesper Blomqvist (67' Teddy Sheringham) – Dwight Yorke, Andy Cole (81' Ole Gunnar Solskjær); Trener: Alex Ferguson |          | Oliver Kahn (kapitan) – Lothar Matthäus (80' Thorsten Fink) – Markus Babbel, Thomas Linke, Samuel Kuffour, Michael Tarnat – Stefan Effenberg, Jens Jeremies – Mario Basler (87' Hasan Salihamidžić), Carsten Jancker, Alexander Zickler (71' Mehmet Scholl); Trener: Ottmar Hitzfeld | Oliver Kahn (kapitan) – Lothar Matthäus (80' Thorsten Fink) – Markus Babbel, Thomas Linke, Samuel Kuffour, Michael Tarnat – Stefan Effenberg, Jens Jeremies – Mario Basler (87' Hasan Salihamidžić), Carsten Jancker, Alexander Zickler (71' Mehmet Scholl); Trener: Ottmar Hitzfeld |

W 2000 roku kontrakt z klubem podpisał francuski stoper Laurent Blanc. Zespół prowadzony przez Fergusona wygrał Premier League w 2000 oraz 2001 roku. Mimo że do United pozyskano takie gwiazdy jak Ruud van Nistelrooy, Juan Sebastián Verón, czy Diego Forlán, rozgrywki w kolejnym sezonie zawodnicy zakończyli na drugim miejscu. Rok później odzyskali jednak tytuł. Latem 2002 roku Ferguson pozyskał środkowego obrońcę Rio Ferdinanda za rekordową sumę 46 mln euro. W 2004 roku Manchester United zdobył Puchar Anglii, pokonując w finale na Millennium Stadium w Cardiff 3:0 Millwall. W letnim okienku transferowym, poprzedzającym sezon 2005/06, klub sprowadził Patrice’a Evrę, Parka Ji-Sunga, Nemanję Vidicia oraz Edwina van der Sara. Niespodziewanie w ówczesnych rozgrywkach po raz pierwszy od ponad dekady klub nie awansował do fazy pucharowej Ligi Mistrzów. Zajął jednak w lidze drugie miejsce oraz pokonał Wigan Athletic w finale Pucharu Ligi. W kolejnych dwóch latach zespół ponownie zostawał mistrzem kraju, a w 2008 wygrał także Ligę Mistrzów po pokonaniu w finale na moskiewskich Łużnikach Chelsea – 1:1 po dogrywce, 6:5 w rzutach karnych. Był to 759. mecz w barwach „Czerwonych Diabłów” Ryana Giggsa, który pobił tym samym rekord należący do Bobby’ego Charltona.
Finał Pucharu Mistrzów
| 21 maja 2008 | Manchester United | 1:1 k. 6:5(1:1, k. 6:5) | Chelsea | Łużniki, Moskwa Widzów: 67 310 Sędzia: Ľuboš Micheľ (Słowacja) |
| 21 maja 2008 | Cristiano Ronaldo 26' | 1:1 k. 6:5(1:1, k. 6:5) | Frank Lampard 45' | Łużniki, Moskwa Widzów: 67 310 Sędzia: Ľuboš Micheľ (Słowacja) |
| 21 maja 2008 | · Carlos Tévez · Michael Carrick · Cristiano Ronaldo · Owen Hargreaves · Nani · Anderson · Ryan Giggs | Rzuty karne             | · Michael Ballack · Juliano Belletti · Frank Lampard · Ashley Cole · John Terry · Salomon Kalou · Nicolas Anelka | Łużniki, Moskwa Widzów: 67 310 Sędzia: Ľuboš Micheľ (Słowacja) |
| Edwin van der Sar – Wes Brown (120+5' Anderson), Rio Ferdinand (kapitan), Nemanja Vidić, Patrice Evra – Owen Hargreaves, Paul Scholes (87' Ryan Giggs), Michael Carrick, Cristiano Ronaldo – Wayne Rooney (101' Nani), Carlos Tévez; Trener: Alex Ferguson | Edwin van der Sar – Wes Brown (120+5' Anderson), Rio Ferdinand (kapitan), Nemanja Vidić, Patrice Evra – Owen Hargreaves, Paul Scholes (87' Ryan Giggs), Michael Carrick, Cristiano Ronaldo – Wayne Rooney (101' Nani), Carlos Tévez; Trener: Alex Ferguson |                         | Petr Čech – Michael Essien, Ricardo Carvalho, John Terry (kapitan), Ashley Cole – Claude Makélélé (120+4' Juliano Belletti) – Michael Ballack, Frank Lampard – Joe Cole (99' Nicolas Anelka), Florent Malouda (92' Salomon Kalou) – Didier Drogba; Trener: Awram Grant | Petr Čech – Michael Essien, Ricardo Carvalho, John Terry (kapitan), Ashley Cole – Claude Makélélé (120+4' Juliano Belletti) – Michael Ballack, Frank Lampard – Joe Cole (99' Nicolas Anelka), Florent Malouda (92' Salomon Kalou) – Didier Drogba; Trener: Awram Grant |

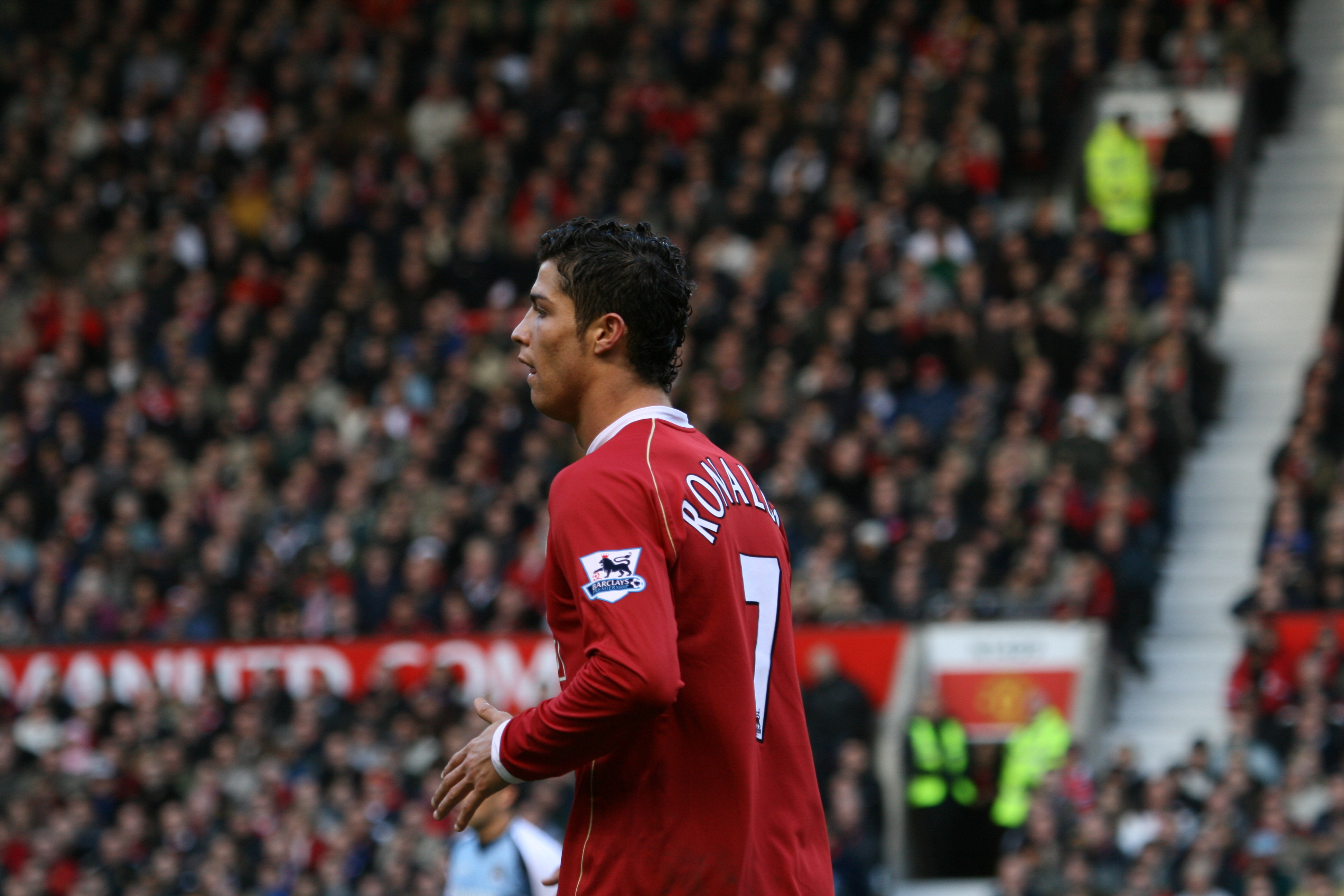
Cristiano Ronaldo jako zawodnik United

W grudniu zespół wygrał Klubowe Mistrzostwa Świata, a wiosną zdobył trzeci z rzędu tytuł mistrza kraju i sięgnął po Puchar Ligi. Piłkarze z Old Trafford wystąpili również w finale Ligi Mistrzów, ale tym razem musieli uznać wyższość Barcelony, przegrywając na Stadio Olimpico w Rzymie 0:2.
Latem 2009 roku, za rekordową kwotę 80 milionów funtów, do Realu Madryt został sprzedany Cristiano Ronaldo. Na jego miejsce Alex Ferguson sprowadził Mame Dioufa, Michaela Owena oraz Antonio Valencię. W 2010 roku, po pokonaniu w finale Aston Villi, podopieczni Fergusona obronili wywalczony sezon wcześniej Puchar Ligi.
Po zajęciu drugiego miejsca w sezonie 2009/2010, Manchester United w 2011 roku wywalczył 19. tytuł mistrzowski. Dotarł także do finału Ligi Mistrzów, w którym ponownie nie dał rady Barcelonie (porażka 1:3).
Latem 2012 roku klub zakupił napastnika Robina van Persiego. Sezon 2012/2013 zespół zakończył zdobyciem 20. tytułu mistrza Anglii – trofeum zapewnił sobie cztery kolejki przed końcem rozgrywek (3:0 z Aston Villą). Robin van Persie zdobył ostatecznie 26 bramek i został królem strzelców angielskiej ekstraklasy. W tym samym sezonie United odpadli w 1/8 finału Ligi Mistrzów z Realem Madryt (1:1 w Madrycie, 1:2 w Manchesterze) oraz w ćwierćfinale FA Cup z Chelsea (2:2 w Manchesterze, 0:1 w Londynie).
8 maja 2013 Alex Ferguson podjął decyzję, że po zakończeniu sezonu zakończy pracę w Manchesterze United. 1 lipca 2013 zastąpił go David Moyes, dotychczasowy menedżer Evertonu F.C.
.

### David Moyes (2013–2014)

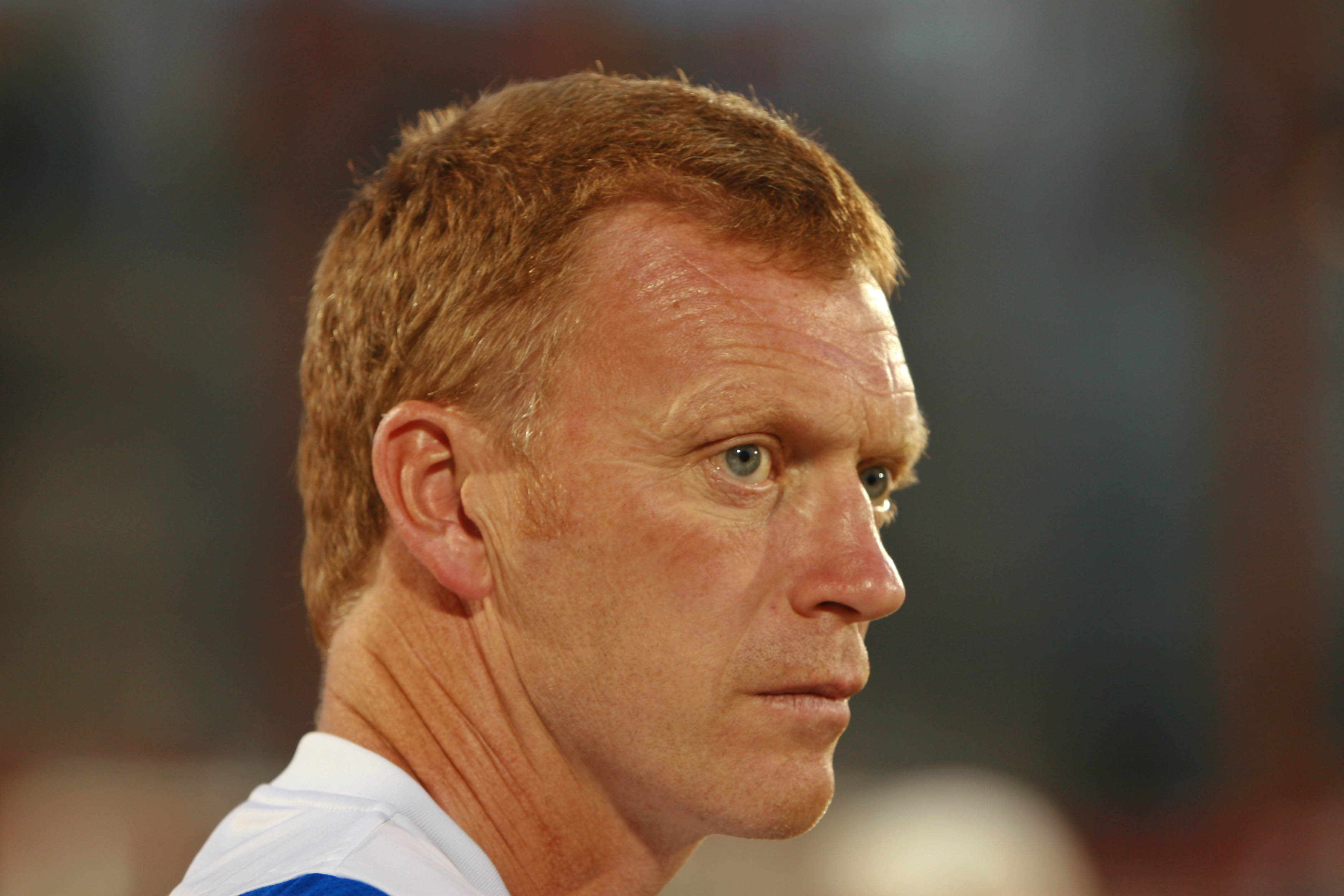
David Moyes – szkoleniowiec klubu w sezonie 2013/2014

9 maja 2013 ogłoszono, że nowym trenerem Manchesteru United został David Moyes. Pierwszym transferem Szkota na stanowisku menedżera był Guillermo Varela. Urugwajski obrońca został zakupiony za 2,8 mln euro z Club Atlético Penarol. Tuż przed zamknięciem okienka transferowego do klubu sprowadzono belgijskiego pomocnika Marouane Fellainiego za kwotę 27,5 mln funtów. Wraz z odejściem sir Alexa Fergusona karierę piłkarską zakończył Paul Scholes. 11 sierpnia 2013 roku gracze United pokonali 2:0 Wigan Athletic i tym samym wywalczyli Tarczę Wspólnoty. Było to pierwsze i zarazem ostatnie trofeum zdobyte z Moyesem. 22 września na Etihad Stadium Manchester United zmierzył się w meczu derbowym z Manchesterem City. Zawodnicy z Old Trafford zostali pokonani 1:4. Jedyną bramkę zdobył w 87. minucie meczu Wayne Rooney. W zimowym oknie transferowym klub pozyskał hiszpańskiego pomocnika Juana Matę za rekordową w historii klubu kwotę 37,1 mln funtów. Hiszpan zadebiutował w wygranym przez United 2:0 meczu z Cardiff City. 25 marca 2014 na stadionie Manchesteru United drugi raz w sezonie odbyły się derby miasta. Mecz i tym razem zakończył się porażką „Czerwonych Diabłów” (0:3). 22 kwietnia Moyes został zwolniony przez zarząd z funkcji menedżera pierwszej drużyny. Powodem tej decyzji były słabe wyniki zespołu. Prowadzona przez niego jedenastka zajęła dopiero siódme miejsce w ligowej tabeli, nie kwalifikując się nawet do Ligi Europy. Tymczasowym następcą Szkota został Ryan Giggs. Kilka tygodni później na stanowisku zakontraktowano Louisa van Gaala.

### Louis van Gaal (2014–2016)

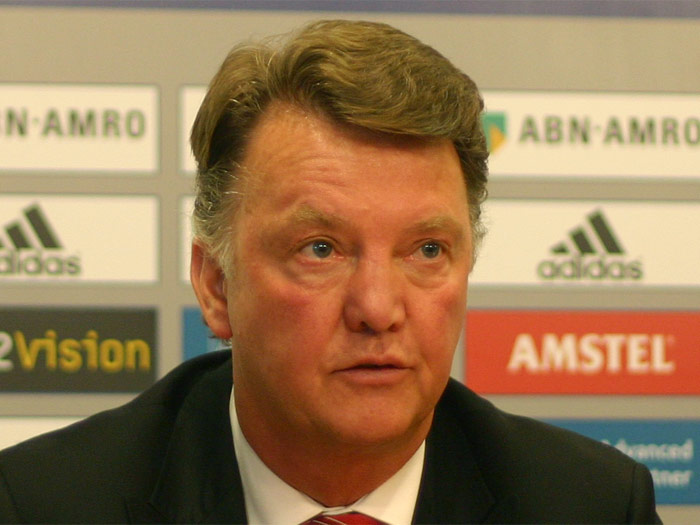
Louis van Gaal – menedżer „Czerwonych Diabłów” w latach 2014–2016

19 maja 2014 roku zarząd klubu ogłosił nazwisko nowego szkoleniowca – Louisa van Gaala. Asystentem Holendra został Ryan Giggs, który po 24 latach gry dla „Czerwonych Diabłów” zakończył piłkarską karierę. Pierwszym transferem trenera był hiszpański pomocnik Ander Herrera. Klub pozyskał go za sumę 29 milionów funtów z Athleticu Bilbao. Debiut pod wodzą menedżera miał miejsce 24 lipca 2014, gdy Manchester United w spotkaniu towarzyskim pokonał Los Angeles Galaxy 7:0. 26 sierpnia 2014 roku pozyskano pomocnika Ángela Di Maríę za kwotę 59,7 mln funtów – Argentyńczyk został przy tym najdrożej kupionym piłkarzem na Wyspach Brytyjskich. Kolejnym nabytkiem okazał się Kolumbijczyk Radamel Falcao, którego wypożyczono z możliwością pierwokupu. W tym samym okienku zakontraktowano również Luka Shawa oraz Daleya Blinda; w styczniu piłkarzem United został Víctor Valdés. W swoim premierowym sezonie van Gaal zajął 4. miejsce w Premier League, doszedł do ćwierćfinału Pucharu Anglii (przegrywając 1:2 z Arsenalem) oraz odpadł w II rundzie Pucharu Ligi, ulegając MK Dons 0:4.
Przed rozpoczęciem kolejnych rozgrywek nabytkiem transferowym został Memphis Depay, a po nim do klubu dołączyli: Matteo Darmian, Bastian Schweinsteiger, Morgan Schneiderlin, Sergio Romero oraz Anthony Martial. Sezon 2015/2016 zakończył się zwycięstwem Manchesteru United w rywalizacji o Puchar Anglii. W finale zawodnicy z Old Trafford pokonali Crystal Palace 2:1 po dogrywce. W Premier League zajęli 5. miejsce, odpadli w 1/8 finału Pucharu Ligi z Middlesbrough (0:0 po dogrywce, 1:3 w rzutach karnych). Przygodę z Ligą Mistrzów zakończyli na fazie grupowej; „Czerwone Diabły” zajęły 3. miejsce, premiowane automatycznym awansem do 1/16 finału Ligi Europy – odpadły tam jednak na etapie 1/8 turnieju, ulegając w dwumeczu 1:3 Liverpoolowi. 23 maja 2016 roku Louis van Gaal został zwolniony z funkcji menedżera Manchesteru United.

### José Mourinho (2016–2018)

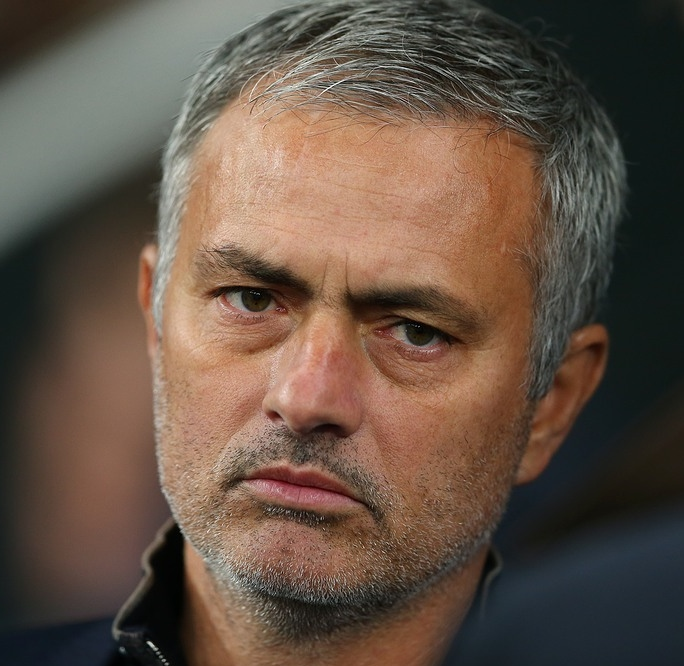
José Mourinho – trener w latach 2016–2018

27 maja 2016 roku oficjalna strona internetowa klubu poinformowała, że José Mourinho objął stanowisko menedżera pierwszej drużyny Manchesteru United. Pierwszym transferem nowego trenera był pozyskany z Villarreal CF, Eric Bailly. Następnie zakontraktowani zostali Zlatan Ibrahimović, Henrich Mychitarian oraz Paul Pogba. W roli szkoleniowca Portugalczyk zadebiutował 16 lipca 2016 roku w wygranym 2:0 towarzyskim meczu z Wigan Athletic. Swój pierwszy sezon rozpoczął od zwycięstwa w meczu o Tarczę Wspólnoty na Wembley – 2:1 z mistrzem Anglii Leicester City. Podopieczni Mourinho ponownie wystąpili w Londynie 26 lutego 2017 roku, w finale Pucharu Ligi, w którym okazali się lepsi od Southampton, wygrywając 3:2. Rozgrywki o Puchar Anglii zakończyli na ćwierćfinale, przegrywając z Chelsea 0:1. Na zakończenie sezonu ligowego klub z Old Trafford uplasował się na szóstej pozycji. 24 maja 2017 roku Manchester United pokonał AFC Ajax 2:0 w finale Ligi Europy, zdobywając trofeum po raz pierwszy w swojej historii.
Finał Ligi Europy
| 24 maja 2017 | Manchester United | 2:0(1:0) | AFC Ajax | Friends Arena, Solna Widzów: 46 961 Sędzia: Damir Skomina (Słowenia) |
| 24 maja 2017 | Paul Pogba 18' · Henrich Mychitarian 48' | 2:0(1:0) | | Friends Arena, Solna Widzów: 46 961 Sędzia: Damir Skomina (Słowenia) |
| Sergio Romero – Antonio Valencia, Chris Smalling, Daley Blind, Matteo Darmian – Ander Herrera, Juan Mata (90' Wayne Rooney (kapitan)), Marouane Fellaini, Paul Pogba, Henrich Mychitarian (74' Jesse Lingard) – Marcus Rashford (84' Anthony Martial); Trener: José Mourinho | Sergio Romero – Antonio Valencia, Chris Smalling, Daley Blind, Matteo Darmian – Ander Herrera, Juan Mata (90' Wayne Rooney (kapitan)), Marouane Fellaini, Paul Pogba, Henrich Mychitarian (74' Jesse Lingard) – Marcus Rashford (84' Anthony Martial); Trener: José Mourinho |          | André Onana – Joël Veltman, Davinson Sánchez, Matthijs de Ligt, Jaïro Riedewald (82' Frenkie de Jong) – Davy Klaassen (kapitan), Lasse Schöne (70' Donny van de Beek), Hakim Ziyech – Bertrand Traoré, Kasper Dolberg (62' David Neres), Amin Younes; Trener: Peter Bosz | André Onana – Joël Veltman, Davinson Sánchez, Matthijs de Ligt, Jaïro Riedewald (82' Frenkie de Jong) – Davy Klaassen (kapitan), Lasse Schöne (70' Donny van de Beek), Hakim Ziyech – Bertrand Traoré, Kasper Dolberg (62' David Neres), Amin Younes; Trener: Peter Bosz |

W sezonie 2017/2018 pierwszym transferem został Victor Lindelöf, pozyskany za 35 milionów euro z Benfiki. 10 lipca 2017 poinformowano o zakontraktowaniu napastnika Romelu Lukaku (wcześniej Everton) – za Belga zapłacono 85 milionów euro. Trzecim nabytkiem został, sprowadzony z Chelsea, Nemanja Matić. Sezon rozpoczął się 8 sierpnia meczem o Superpuchar Europy, w którym to Manchester United uległ 1:2 Realowi Madryt. 24 sierpnia z klubem ponownie związał się Zlatan Ibrahimović, parafując roczną umowę. 20 grudnia podopieczni Mourinho zakończyli udział w rozgrywkach o Puchar Ligi, przegrywając w ćwierćfinale z Bristol City 1:2. 22 stycznia 2018 roku piłkarzem „Czerwonych Diabłów” został Alexis Sánchez, pozyskany z Arsenalu – w jego miejsce w ramach transakcji „Kanonierzy” sprowadzili Henricha Mychitariana. 25 stycznia José Mourinho podpisał z klubem nowy kontrakt, który miał obowiązywać do czerwca 2020 roku, z opcją przedłużenia o kolejny sezon. 13 marca Manchester United odpadł w 1/8 finału Ligi Mistrzów, przegrywając na Old Trafford z Sevillą 1:2 (w pierwszym meczu padł bezbramkowy remis). 22 marca klub pożegnał się ze Zlatanem Ibrahimoviciem, rozwiązując umowę Szweda. W Premier League Manchester United uplasował się na drugim miejscu. 19 maja 2018 roku „Czerwone Diabły” przegrały w finale Pucharu Anglii z Chelsea 0:1.
W kolejnym sezonie zakontraktowani zostali: Diogo Dalot, Fred i Lee Grant. 25 września 2018 roku Manchester United odpadł w 3. rundzie Pucharu Ligi, przegrywając z Derby County po rzutach karnych 7:8 (spotkanie zakończyło się wynikiem 2:2). 18 grudnia 2018 José Mourinho został zwolniony z funkcji trenera Manchesteru United.

### Ole Gunnar Solskjær (2018–2021)

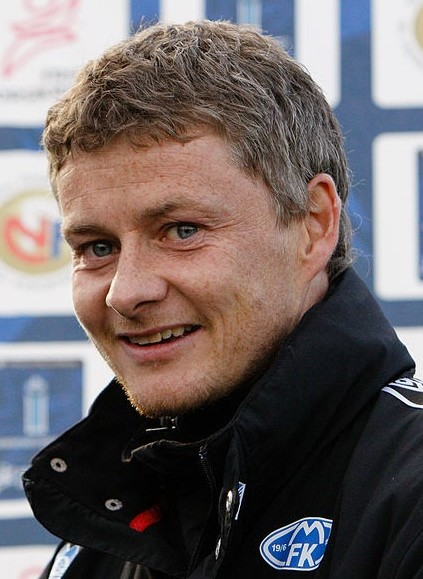
Ole Gunnar Solskjær – trener Manchesteru United od grudnia 2018 do listopada 2021 roku

19 grudnia, dzień po zwolnieniu portugalskiego szkoleniowca, tymczasowym trenerem pierwszego zespołu został Ole Gunnar Solskjær. W nowej roli Norweg zadebiutował trzy dni później, 22 grudnia, w wygranym 5:1 wyjazdowym meczu przeciwko Cardiff City. 13 stycznia 2019 roku, w spotkaniu przeciwko Tottenhamowi Hotspur, odniósł szóste zwycięstwo w sześciu pierwszych meczach w roli trenera Manchester United, bijąc tym samym rekord Sir Matta Busby’ego, który zwyciężył w pięciu pierwszych rywalizacjach. 16 marca 2019 „Czerwone Diabły” odpadły w ćwierćfinale Pucharu Anglii, przegrywając 1:2 z Wolverhampton Wanderers. Niespełna dwa tygodnie później Solskjær podpisał z klubem trzyletni kontrakt. 16 kwietnia 2019 roku Manchester United odpadł z Ligi Mistrzów na etapie ćwierćfinału, przegrywając w dwumeczu 0:4 z FC Barceloną. W Premier League piłkarze z Old Trafford uplasowali się na 6. miejscu.
Pierwszym transferem nowego trenera był Daniel James, pozyskany ze Swansea City. Następnie zakontraktowani zostali Aaron Wan-Bissaka i Harry Maguire. 29 stycznia 2020 roku Manchester United odpadł w półfinale Puchar Ligi, ulegając Manchesterowi City 2:3 w dwumeczu. W zimowym okienku transferowym do klubu dołączyli Bruno Fernandes, Nathan Bishop oraz Odion Ighalo (wypożyczony do końca sezonu). 19 lipca 2020 „Czerwone Diabły” przegrały z Chelsea w półfinale Pucharu Anglii (1:3). W lidze podopieczni Solskjæra zajęli trzecie miejsce. 16 sierpnia 2020 roku Manchester United odpadł z Ligi Europy na etapie półfinału, przegrywając 1:2 z Sevillą.
W kolejnym sezonie pierwszym transferem był zakup Donny’ego van de Beeka, pozyskanego z Ajaxu. Następnie do klubu dołączyli Alex Telles, Edinson Cavani i Facundo Pellistri. Klub z Old Trafford zakończył udział w ówczesnej edycji Ligi Mistrzów na fazie grupowej, zajmując trzecie miejsce w grupie H. 6 stycznia 2021 roku Manchester United przegrał w półfinale Pucharu Ligi z Manchesterem City (0:2). W zimowym okienku transferowym do klubu dołączył Amad Diallo. 21 marca „Czerwone Diabły” odpadły w ćwierćfinale Puchar Anglii, przegrywając 1:3 z Leicester City. Na koniec ówczesnego sezonu piłkarze Manchesteru United zostali wicemistrzami kraju. 26 maja 2021 podopieczni norweskiego szkoleniowca przegrali w finale Ligi Europy z hiszpańskim Villarrealem 10:11 po rzutach karnych – w regulaminowym czasie gry było 1:1.
Na początku sezonu 2021/2022 klub przedłużył kontrakty z Juanem Matą, Lee Grantem oraz Tomem Heatonem. Następnie ogłoszono transfer Jadona Sancho (wykupionego z Borussii Dortmund), a także Raphaëla Varane’a z Realu Madryt. Niedługo potem, 31 sierpnia 2021, piłkarzem Manchesteru United ponownie został Cristiano Ronaldo. 22 września „Czerwone Diabły” odpadły w trzeciej rundzie Pucharu Ligi, przegrywając 0:1 z West Hamem United. 21 listopada 2021 roku Solskjær został zwolniony z funkcji menedżera Manchesteru United, a na stanowisku chwilowo zastąpił go Michael Carrick. Osiem dni później – 29 listopada – klub poinformował, że tymczasowym trenerem zespołu zostanie Ralf Rangnick. 4 lutego 2022 roku Manchester United odpadł w czwartej rundzie Pucharu Anglii przegrywając po rzutach karnych 7:8 (wynik meczu 1:1) z Middlesbrough. 15 marca 2022 roku Czerwone Diabły przegrały dwumecz 2:1 z Atlético Madryt w 1/8 finału Ligi Mistrzów. W Premier League podopieczni Rangnicka zajęli 6. miejsce tracąc do zwycięskiego Manchesteru City 35 punktów.

### Erik ten Hag (2022–2024)

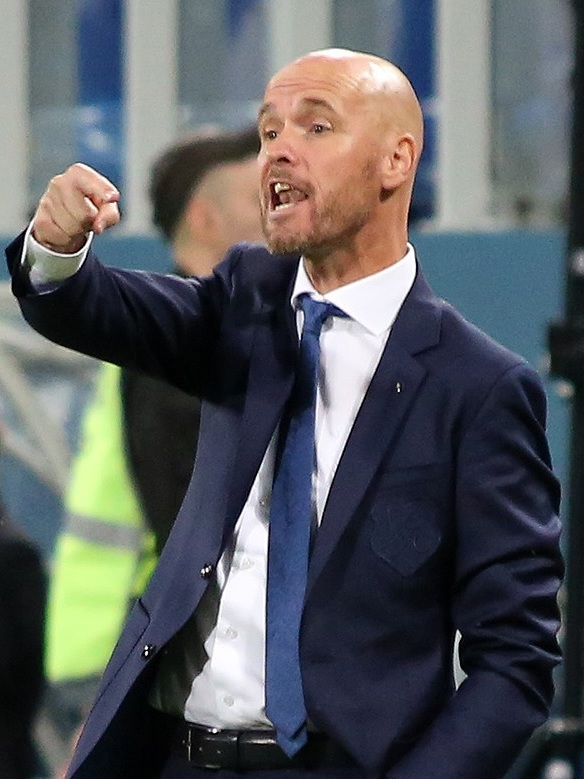
Erik ten Hag – trener klubu 2022–2024

21 kwietnia 2022 roku klub poinformował, że Erik Ten Hag został nowym trenerem Manchesteru United. Ten Hag podpisał kontrakt na trzy lata z opcją przedłużenia o kolejny rok. Pierwszym transferem holendra był Tyrell Malacia, którego Manchester United pozyskał z Feyenoordu. Na ławce trenerskiej Manchesteru United zadebiutował 12 lipca 2022 roku w wygranym 4:0 meczu przeciwko Liverpoolowi. Kolejnymi transferami Holendra byli Christian Eriksen, któremu 1 lipca wygasł kontrakt z Brentford F.C. oraz Lisandro Martínez którego Czerwone Diabły pozyskały z Ajaxu. 22 sierpnia 2022 roku przed starciem z Liverpoolem Czerwone Diabły zaprezentowały na Old Trafford Casemiro, którego pozyskały z Realu Madryt. 1 września kontrakt z klubem podpisał Antony oraz wypożyczono z Newcastle United Martina Dúbravkę. W zimowym oknie transferowym wypożyczono z Crystal Palace Jacka Butlanda, Wouta Weghorsta z Burnley oraz Marcela Sabitzera z Bayernu Monachium. Pomimo burzliwego początku klub pod wodzą Holendra ustabilizował formę i na początku roku 2023 zajmował 4. miejsce w lidze pokonując po drodze min. Liverpool (2:1), Arsenal (3:1), Tottenham (2:0) czy Manchester City (2:1). 26 lutego 2023 roku Manchester United sięgnął po pierwsze trofeum od 6 lat, wygrywając 2:0 w finale Pucharu Ligi z Newcastle United. 20 kwietnia 2023 roku Czerwone Diabły przegrały dwumecz 5:2 z Sevillą w 1/4 finału Ligi Europy. W Premier League Manchester United zajął 3. miejsce tracąc do zwycięskiego Manchesteru City 14 punktów. 3 czerwca 2023 roku „Czerwone Diabły” przegrały w finale Pucharu Anglii z Manchesterem City 2:1.
Pierwszym transferem w nowym sezonie został Mason Mount. Po 12 latach spędzonych na Old Trafford z klubem pożegnał się David de Gea, który zanotował 545 oficjalnych meczów w barwach Czerwonych Diabłów. 16 lipca 2023 roku po decyzji Erika ten Haga w klubie nastąpiła zmiana kapitana drużyny, pełniącego tę funkcję Harry’ego Maguire’a zastąpił Bruno Fernandes. Po odejściu z klubu Davida de Gei Czerwone Diabły rozpoczęły poszukiwania nowego bramkarza. Wybór padł na André Onane, którego klub pozyskał z Interu Mediolan. 5 sierpnia gdzie Czerwone Diabły mierzyły się z RC Lens na Old Trafford, klub poinformował o trzecim transferze którym był Rasmus Højlund kupiony z Atalanty BC. W ostatnim dniu letniego okienka transferowego zakontraktowano Altaya Bayındıra i Jonny’ego Evansa oraz wypożyczono Sergio Reguilóna i Sofyana Amrabata. 1 listopada 2023 roku Manchester United odpadł w czwartej rundzie Pucharu Ligi, przegrywając 0:3 z Newcastle United. 12 grudnia 2023 roku Manchester United odpadł z Ligi Mistrzów, zajmując ostatnie miejsce w grupie za takimi zespołami jak: Bayern Monachium, FC Kopenhaga i Galatasaray. W Premier League Manchester United zajął 8. miejsce tracąc do zwycięskiego Manchesteru City 31 punktów. 25 maja 2024 roku Czerwone Diabły pokonały 2:1 w finale Pucharu Anglii Manchester City.
14 lipca 2024 roku ogłoszono pierwszy transfer w nowym sezonie, którym był Joshua Zirkzee zakupiony z Bologna FC. Następnie do klubu trafił Leny Yoro. 10 sierpnia 2024 roku Manchester United przegrał 7:6 po rzutach karnych w meczu o Tarczę Wspólnoty z Manchesterem City– w regulaminowym czasie gry było 1:1. Trzy dni później Czerwone Diabły pozyskały z Bayernu Monachium Matthijsa de Ligta oraz Noussaira Mazraouiego. W ostatnim dniu letniego okienka transferowego Manchester United zakontraktował Manuela Ugarte. 28 października 2024 roku został zwolniony z funkcji menadżera Manchesteru United a jego następcą został tymczasowo Ruud van Nistelrooy.

### Rúben Amorim (2024–)

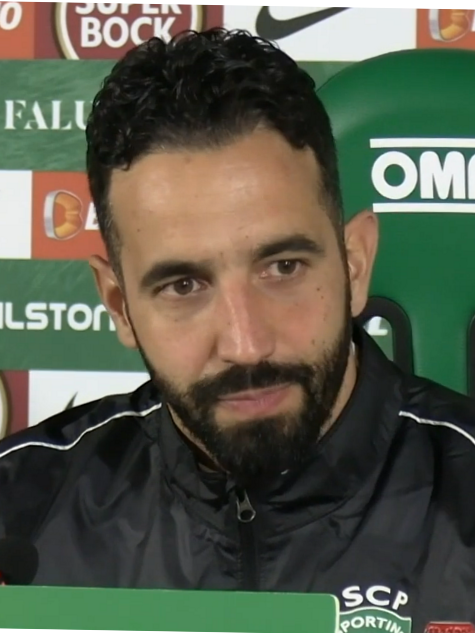
Rúben Amorim – od listopada 2024 roku trener drużyny

1 listopada 2024 roku Rúben Amorim został ogłoszony nowym menedżerem Manchesteru United, podpisując kontrakt do czerwca 2027 roku z opcją przedłużenia o kolejny rok. Oficjalnie tę funkcję objął 11 listopada. Na ławce trenerskiej Manchesteru United zadebiutował 24 listopada 2024 roku w zremisowanym 1:1 meczu przeciwko Ipswich Town. 19 grudnia 2024 roku Manchester United odpadł w ćwierćfinale Pucharu Ligi, przegrywając 4:3 z Tottenhamem Hotspur. Pierwszymi transferami nowego trenera byli, pozyskani z Arsenalu i Lecce, Ayden Heaven i Patrick Dorgu. 2 marca 2025 roku Czerwone Diabły odpadły w piątej rundzie Pucharu Anglii, przegrywając po rzutach karnych 3:4 (wynik meczu 1:1) z Fulham. 21 maja 2025 roku Manchester United przegrał w finale  Ligi Europy 1:0 z Tottenhamem Hotspur. W Premier League Czerwone Diabły zajęły 15. miejsce mając siedemnastopunktową przewagę nad strefą spadkową.
W letnim okienku transferowym sezonu 2025/26 zakontraktowani zostali: Matheus Cunha, Diego León, Bryan Mbeumo i Benjamin Šeško.

### Trofea międzynarodowe
| \| \| Zdobyte trofea w rozgrywkach międzynarodowych (stan na: 21.05.2025) \| |                                                                     |      |                  |
| Rozgrywki                                                                    | Osiągnięcie                                                         | Razy | Sezon(y)         |
| Klubowe MŚ                                                                   | zdobywca                                                            | 1    | 2008             |
| Klubowe MŚ                                                                   | finalista                                                           | 0    |                  |
| Puchar Interkontynentalny                                                    | zdobywca                                                            | 1    | 1999             |
| Puchar Interkontynentalny                                                    | finalista                                                           | 0    |                  |
| · Liga Mistrzów · (Puchar Europy)                                            | zdobywca                                                            | 3    | 1968, 1999, 2008 |
| · Liga Mistrzów · (Puchar Europy)                                            | finalista                                                           | 2    | 2009, 2011       |
| · Liga Europy · (Puchar UEFA)                                                | zdobywca                                                            | 1    | 2017             |
| · Liga Europy · (Puchar UEFA)                                                | finalista                                                           | 2    | 2021, 2025       |
| · Puchar Zdobywców                                                           | zdobywca                                                            | 1    | 1991             |
| · Puchar Zdobywców                                                           | finalista                                                           | 0    |                  |
| · Superpuchar UEFA                                                           | zdobywca                                                            | 1    | 1991             |
| · Superpuchar UEFA                                                           | finalista                                                           | 3    | 1999, 2008, 2017 |
| · Puchar Miast Targowych                                                     | zdobywca                                                            | 0    |                  |
| · Puchar Miast Targowych                                                     | finalista                                                           | 0    |                  |
| · Puchar Miast Targowych                                                     | półfinalista                                                        | 1    | 1965             |
| FIFA                                                                         | Zdobyte trofea w rozgrywkach międzynarodowych (stan na: 21.05.2025) |      |                  |

### Trofea krajowe
| \| \| Zdobyte trofea w rozgrywkach Anglii (stan na: 10.08.2024) \| |                                                           |             | |
| Rozgrywki                                                          | Osiągnięcie                                               | Razy        | Sezon(y) |
| · Mistrzostwo                                                      | I miejsce                                                 | 20 (rekord) | 1908, 1911, 1952, 1956, 1957, 1965, 1967, 1993, 1994, 1996, 1997, 1999, 2000, 2001, 2003, 2007, 2008, 2009, 2011, 2013           |
| · Mistrzostwo                                                      | II miejsce                                                | 17          | 1947, 1948, 1949, 1951, 1959, 1964, 1968, 1980, 1988, 1992, 1995, 1998, 2006, 2010, 2012, 2018, 2021                             |
| · Mistrzostwo                                                      | III miejsce                                               | 8           | 1976, 1982, 1983, 2002, 2004, 2005, 2020, 2023                                                                                   |
| · Puchar                                                           | zdobywca                                                  | 13          | 1909, 1948, 1963, 1977, 1983, 1985, 1990, 1994, 1996, 1999, 2004, 2016, 2024                                                     |
| · Puchar                                                           | finalista                                                 | 9           | 1957, 1958, 1976, 1979, 1995, 2005, 2007, 2018, 2023                                                                             |
| · Superpuchar                                                      | zdobywca                                                  | 21 (rekord) | 1908, 1911, 1952, 1956, 1957, 1965*, 1967*, 1977*, 1983, 1990*, 1993, 1994, 1996, 1997, 2003, 2007, 2008, 2010, 2011, 2013, 2016 |
| · Superpuchar                                                      | finalista                                                 | 10          | 1948, 1963, 1985, 1998, 1999, 2000, 2001, 2004, 2009, 2024                                                                       |
| · Puchar Ligi                                                      | zdobywca                                                  | 6           | 1992, 2006, 2009, 2010, 2017, 2023                                                                                               |
| · Puchar Ligi                                                      | finalista                                                 | 4           | 1983, 1991, 1994, 2003 |
| · II liga                                                          | I miejsce                                                 | 2           | 1936, 1975 |
| · II liga                                                          | II miejsce                                                | 5           | 1892, 1897, 1906, 1925, 1938 |
| · II liga                                                          | III miejsce                                               | 3           | 1895, 1904, 1905 |
| Anglia                                                             | Zdobyte trofea w rozgrywkach Anglii (stan na: 10.08.2024) |             | |

* Zwycięzca nie został rozstrzygnięty i puchar wręczono obydwu finalistom (wspólny puchar).

### Inne trofea
- BBC Sports Personality of the Year Team Award:
  - zdobywca (2x): 1968, 1999
- Amsterdam Tournament:
  - zdobywca (1x): 2006
- Międzynarodowy Puchar Mistrzów (ICC):
  - zdobywca (1x): 2014

## Herb i barwy
Logotyp klubu wywodzi się z herbu rady Manchesteru, mimo że pozostał z niego tylko statek. Diabeł pochodzi od przydomku zespołu – „Czerwone Diabły”; znajdował się on na programach meczowych i szalikach w latach 60., a na herbie pojawił się w 1970, chociaż na koszulkach do 1971 roku nie było znaku klubu.
Na zdjęciu zespołu Newton Heath z 1892 roku piłkarze nosili czerwono-białe koszulki i niebieskie spodenki. W latach 1894–1896 koszulki były zielone i złote, a później zostały zastąpione przez białe, noszone wraz z niebieskimi spodenkami. Po zmianie nazwy klubu w 1902, barwy zespołu również przearanżowano. Od tego czasu piłkarze nosili czerwone koszulki, białe spodenki i czarne getry. Do 1922 w trykocie poczyniono tylko kilka zmian. Wówczas barwę koszulek zmieniono na białą, a wokół szyi dodano czerwony kształt w kształcie litery „V”. Podobnego trykotu użyto w finale Pucharu Anglii w 1909. Takie koszulki noszono przez następne pięć lat. W 1934 piłkarze nosili koszulki w wiśniowo-białe pasy, ale w następnym sezonie powrócono do czerwonego stroju. W latach 1959–1965 czarne getry zostały zmienione na białe, a przez następne sześć lat na czerwone. W 1971 roku postanowiono powrócić do czarnych. Piłkarze noszą obecnie jednolite czerwone koszulki, białe spodenki z czerwonymi pasami po bokach oraz czarne getry.
Podczas wyjazdowych spotkań piłkarze Manchesteru United nosili najczęściej białe koszulki, czarne spodenki i białe getry, ale były od tego wyjątki. W kampanii 1995/1996 piłkarze ubrani byli na zielono, ale po pięciu spotkaniach zmieniono barwy, ponieważ zawodnicy mieli trudności ze znajdowaniem się nawzajem na boisku. W sezonie 1999/2000 koszulki były granatowe z małymi srebrnymi paskami. Rok później, z okazji stulecia nazwy „Manchester United”, w sprzedaży był dwustronny biało-złoty wyjazdowy trykot, chociaż ten używany przez piłkarzy taki nie był. W rozgrywkach 2011/2012 wyjazdowy trykot składał się z koszulek w czarno-niebieskie paski oraz czarnych spodenek i getrów.
Trzeci strój często był niebieski, tak jak w sezonie 2008/2009, kiedy to świętowano 40. rocznicę zdobycia pierwszego w historii klubu Pucharu Europy. Wyjątkami były między innymi koszulki w niebiesko-białe paski noszone w sezonie 1995/1996, czarny trykot trzy lata później oraz białe koszulki z czarno-czerwonymi małymi paskami w latach 2003–2005.

### Stroje w ostatnich dziesięciu sezonach
| 2016/17 | 2017/18 | 2018/19 | 2019/20 | 2020/21 | 2021/22 | 2022/23 | 2023/24 | 2024/25 | 2025/26 |

## Stadiony

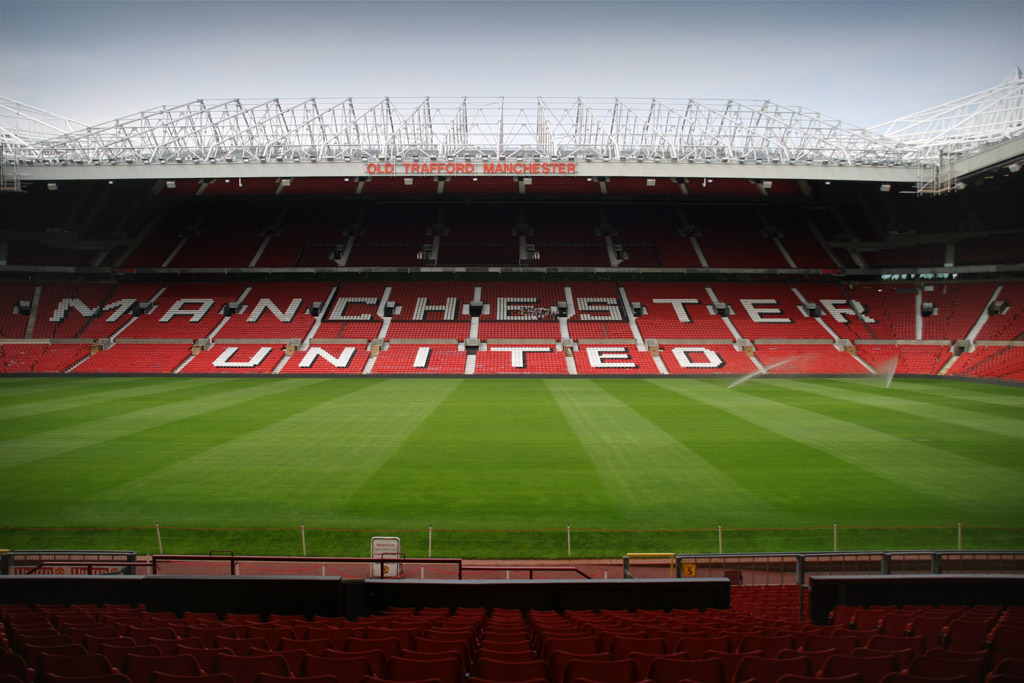
Old Trafford

Zespół Newton Heath początkowo rozgrywał swoje spotkania na North Road, który znajdował się blisko zajezdni kolejowej; jego pojemność wynosiła 12 tysięcy, ale władze uznały, że nie nadaje się na występy w The Football League. W 1887 roku przeprowadzono kilka renowacji, a cztery lata później klub dzięki niewielkim oszczędnościom zakupił dwie trybuny, mogące pomieścić po tysiąc osób każda. Nie ma danych co do liczby kibiców na wielu pierwszych meczach na Norh Road, ale największą frekwencję odnotowano 4 marca 1893 roku. Wówczas na ligowy mecz z Sunderlandem przyszło około 15 tysięcy kibiców. Podobna liczba osób oglądała towarzyskie spotkanie z Gorton Villą 5 września 1889 roku.
W czerwcu 1893 roku właściciele North Road zmusili klub do opuszczenia obiektu, ponieważ uznali, że nie powinien on pobierać opłat za wstęp na mecze. Następnie Newton Heath przeniósł się na Bank Street. Początkowo obiekt ten nie posiadał trybun, ale przed rozpoczęciem sezonu 1893/1894 wybudowano dwie – jedną wzdłuż boiska, a drugą za jedną z bramek. Pierwszy ligowy mecz na nowym stadionie zespół rozegrał 1 września 1893 roku, kiedy to pokonał 3:2 Burnley. Alf Farman zdobył wszystkie trzy gole, a spotkanie oglądało 10 tysięcy osób. Na następne ligowe spotkanie z Nottingham Forest, które rozegrano trzy tygodnie później, były gotowe już pozostałe trybuny. W październiku 1895 roku, tuż przed wizytą Manchesteru City, klub zakupił od zespołu rugby league Broughton Rangers trybunę mogącą pomieścić 2 tysiące kibiców. Jednak z powodu warunków atmosferycznych derbowe spotkanie obejrzało tylko 12 tysięcy osób.
W 1902 roku Bank Street został tymczasowo zamknięty przez sąd, ale kapitan zespołu Harry Stafford uzbierał wystarczająco pieniędzy, by zapłacić za następne wyjazdowe spotkanie z Bristol City i znaleźć tymczasowy stadion w Harpurhey na mecz rezerw z Padiham. Następnie nowy prezes Newton Heath, J.H. Davies, zapłacił 500 funtów za postawienie nowej trybuny z miejscami siedzącymi, która może pomieścić tysiąc fanów. W przeciągu czterech lat stadion obudowano kolejnymi trybunami i obiekt mógł pomieścić około 50 tysięcy widzów.

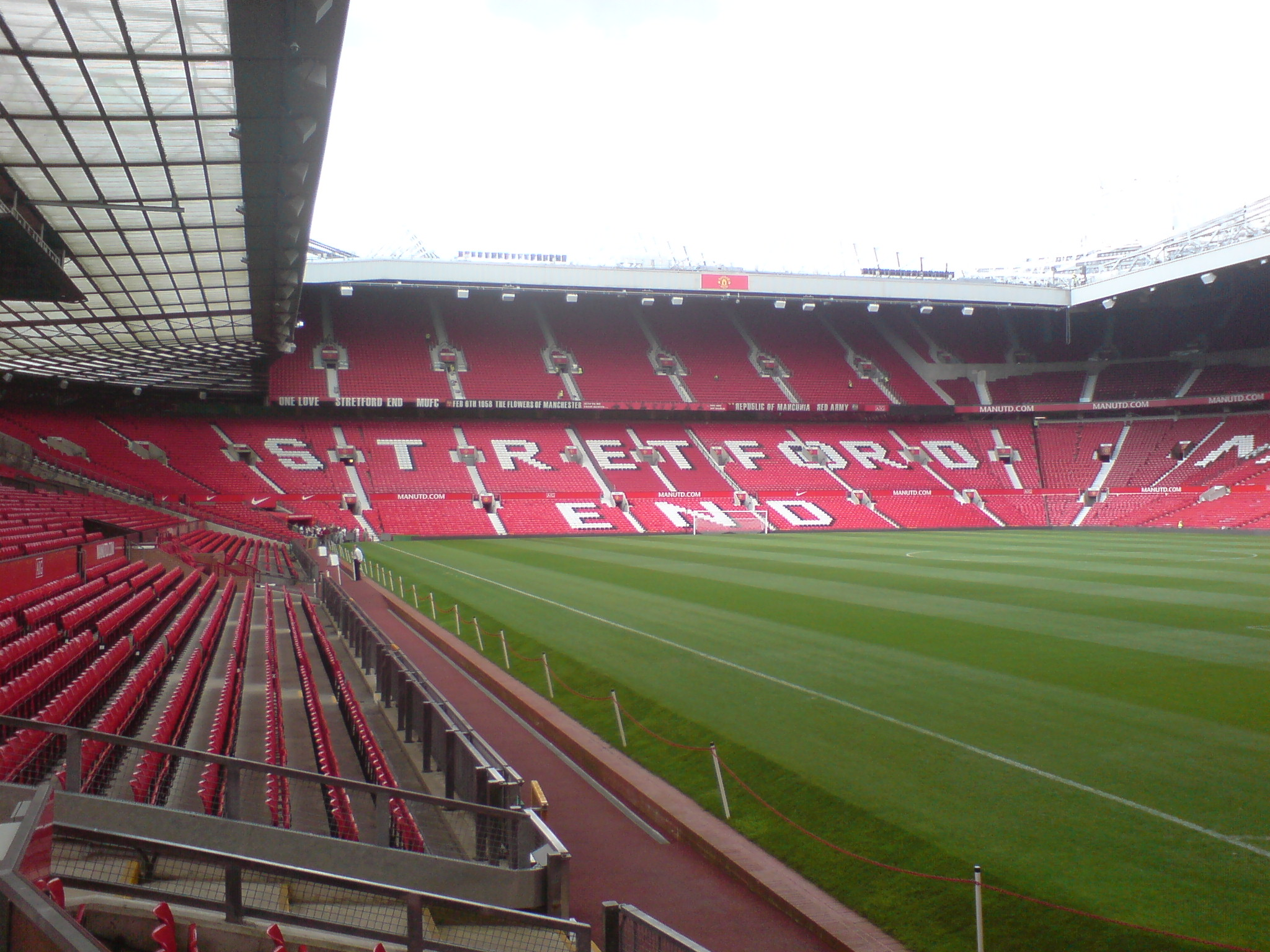
Widok na trybunę Stretford End

Po pierwszym tytule mistrza kraju w 1908 roku i zdobyciu Pucharu Anglii rok później Davies przyznał, że nie będzie można rozbudować Bank Street do stanu, jaki sobie wymarzył; w lutym 1909 roku, sześć tygodni przed finałem Pucharu Anglii, klub przeniósł się na Old Traford, wcześniej zakupując ziemię za około 60 tysięcy funtów. Architekt Archibald Leitch otrzymał budżet w wysokości 30 tysięcy na konstrukcję obiektu; początkowe plany zakładały, że jego pojemność będzie wynosić 100 tysięcy, ale ograniczenia finansowe zmusiły do jej zmniejszenia – do liczby 77 tysięcy. Stadion wybudował Messrs Brameld and Smith of Manchester. Największą frekwencję odnotowano 25 marca 1939 roku, kiedy to półfinał Pucharu Anglii między Wolverhampton Wanderers a Grimsby Town obejrzało 76 962 widzów.
Większość stadionu została zburzona na skutek bombardowań podczas II wojny światowej. Po wojnie klub otrzymał rekompensatę w wysokości 22 278 funtów. Podczas odbudowy obiektu zespół rozgrywał mecze na Maine Road, który należał do Manchesteru City; United zobowiązali się płacić 5 tysięcy funtów rocznie oraz odprowadzać część zysków. Na Old Trafford później zamontowano także dachy – pierwszy z nich pojawił się nad Stretford End, a kolejny na trybunach północnej i wschodniej. Dachy były wspierane przez filary, które przeszkadzały w oglądaniu meczów niektórym kibicom i ostatecznie zastąpiono je wspornikami. Stretford End był ostatnią trybuną, na której je zamontowano. Odbudowę dachu na tej części stadionu zakończono dopiero przed sezonem 1993/1994. 25 marca 1957 roku po raz pierwszy zastosowano cztery pylony o wysokości 55 metrów, na których znajdowały się po 54 reflektory. Ich budowa kosztowała 40 tysięcy funtów. Zdemontowano je w 1987 roku i od tego czasu stadion oświetlany jest przez system znajdujący się na dachu każdej z trybun.
Z powodu wymagań Raportu Taylora w 1993 roku pojemność Old Trafford musiała zostać zmniejszona do około 44 tysięcy. Dwa lata później północna trybuna została zmieniona na trzypoziomową, dzięki czemu spotkania mogło oglądać o 11 tysięcy osób więcej. Po zakończeniu sezonu 1998/1999 rozbudowano także trybuny zachodnią i wschodnią, co zwiększyło pojemność Old Trafford do 67 tysięcy. Od lipca 2005 roku do maja następnego roku na północno-zachodnim i północno-wschodnim rogach stadionu zamontowano kolejne 8 tysięcy miejsc siedzących. Części z nich użyto 26 marca 2006 roku, kiedy to mecz z Birmingham City obejrzało 69 070 widzów, ustanawiając tym samym nowy rekord Premier League. Rekordowa frekwencja została pobita 31 marca 2007 roku, gdy na spotkanie z Blackburn Rovers przyszło 76 098 fanów – jedynie 114 krzesełek (tj. 0,15% pojemności stadionu) było wówczas wolnych. W 2009 roku, z powodu reorganizacji miejsc siedzących, pojemność stadionu zmalała do 75 957.
11 marca 2025 roku Manchester United wyraził poparcie dla rządowego programu rozwoju obszaru Old Trafford. W praktyce oznacza to modernizację terenów wokół stadionu i budowę nowego obiektu. Według projektu samo Old Trafford nie zostanie zburzone a nowy stadion mający pomieścić sto tysięcy kibiców będzie wybudowany obok.

## Obecny skład
Stan na 16 sierpnia 2025
| Nr | Poz. | Piłkarz                   |
| -- | ---- | ------------------------- |
| 1  | BR   | Altay Bayındır            |
| 2  | OB   | Diogo Dalot               |
| 3  | OB   | Noussair Mazraoui         |
| 4  | OB   | Matthijs de Ligt          |
| 5  | OB   | Harry Maguire             |
| 6  | OB   | Lisandro Martínez         |
| 7  | PO   | Mason Mount               |
| 8  | PO   | Bruno Fernandes (kapitan) |
| 9  | NA   | Rasmus Højlund            |
| 10 | NA   | Matheus Cunha             |
| 11 | NA   | Joshua Zirkzee            |
| 12 | OB   | Tyrell Malacia            |
| 13 | OB   | Patrick Dorgu             |
| 15 | OB   | Leny Yoro                 |
| 16 | NA   | Amad Diallo               |
| 17 | NA   | Alejandro Garnacho        |

| Nr | Poz. | Piłkarz          |
| -- | ---- | ---------------- |
| 18 | PO   | Casemiro         |
| 19 | NA   | Bryan Mbeumo     |
| 21 | NA   | Antony           |
| 22 | BR   | Tom Heaton       |
| 23 | OB   | Luke Shaw        |
| 24 | BR   | André Onana      |
| 25 | PO   | Manuel Ugarte    |
| 26 | OB   | Ayden Heaven     |
| 30 | NA   | Benjamin Šeško   |
| 32 | NA   | Chido Obi-Martin |
| 33 | OB   | Tyler Fredricson |
| 35 | OB   | Diego León       |
| 37 | PO   | Kobbie Mainoo    |
| 41 | OB   | Harry Amass      |
|    | NA   | Jadon Sancho     |

### Piłkarze na wypożyczeniu
| Nr | Poz. | Piłkarz                                                  |
| -- | ---- | -------------------------------------------------------- |
| 36 | NA   | Ethan Wheatley (w Northampton Town do 30 czerwca 2026)   |
| 43 | PO   | Toby Collyer (w West Bromwich Albion do 30 czerwca 2026) |
| 44 | PO   | Daniel Gore (w Rotherham United do 30 czerwca 2026)      |
|    | NA   | Marcus Rashford (w FC Barcelonie do 30 czerwca 2026)     |

### Obecni zawodnicy grający w reprezentacjach narodowych
| Zawodnik           | Reprezentacja            | Lata w reprezentacji | Gole w reprezentacji | Mecze w reprezentacji | Uwagi                                                                      |
| ------------------ | ------------------------ | -------------------- | -------------------- | --------------------- | -------------------------------------------------------------------------- |
| Bruno Fernandes    | Portugalia               | od 2017              | 25                   | 80                    | Mistrz Ligi Narodów 2019 Mistrz Ligi Narodów 2025                          |
| Casemiro           | Brazylia                 | od 2011              | 7                    | 77                    | Mistrz Ameryki Płd. z 2019 Wicemistrz Ameryki Płd. z 2021                  |
| Harry Maguire      | Anglia                   | od 2017              | 7                    | 64                    | Brązowy medalista Ligi Narodów 2019 Wicemistrz Europy z 2021               |
| Marcus Rashford    | Anglia                   | od 2016              | 17                   | 62                    | Brązowy medalista Ligi Narodów 2019 Wicemistrz Europy z 2021               |
| Matthijs de Ligt   | Holandia                 | od 2017              | 2                    | 50                    | Srebrny medalista Ligi Narodów 2019                                        |
| André Onana        | Kamerun                  | od 2016              | 0                    | 48                    | Brązowy medalista Pucharu Narodów Afryki 2021                              |
| Benjamin Šeško     | Słowenia                 | od 2021              | 16                   | 41                    |                                                                            |
| Mason Mount        | Anglia                   | od 2019              | 5                    | 36                    | Wicemistrz Europy z 2021                                                   |
| Luke Shaw          | Anglia                   | od 2014              | 3                    | 34                    | Wicemistrz Europy z 2021 Wicemistrz Europy z 2024                          |
| Noussair Mazraoui  | Maroko                   | od 2018              | 2                    | 33                    |                                                                            |
| Manuel Ugarte      | Urugwaj                  | od 2021              | 1                    | 31                    | Brązowy medalista Copa América 2024                                        |
| Diogo Dalot        | Portugalia               | od 2021              | 3                    | 29                    | Mistrz Ligi Narodów 2025                                                   |
| Rasmus Højlund     | Dania                    | od 2022              | 8                    | 26                    |                                                                            |
| Lisandro Martínez  | Argentyna                | od 2019              | 1                    | 26                    | Mistrz Ameryki Płd. z 2021 Mistrz Świata z 2022 Mistrz Ameryki Płd. z 2024 |
| Jadon Sancho       | Anglia                   | od 2018              | 3                    | 23                    | Brązowy medalista Ligi Narodów 2019 Wicemistrz Europy z 2021               |
| Bryan Mbeumo       | Kamerun                  | od 2022              | 6                    | 22                    |                                                                            |
| Antony             | Brazylia                 | od 2021              | 2                    | 16                    |                                                                            |
| Matheus Cunha      | Brazylia                 | od 2021              | 1                    | 15                    |                                                                            |
| Altay Bayındır     | Turcja                   | od 2021              | 0                    | 10                    |                                                                            |
| Kobbie Mainoo      | Anglia                   | od 2024              | 0                    | 10                    | Wicemistrz Europy z 2024                                                   |
| Tyrell Malacia     | Holandia                 | od 2021              | 0                    | 9                     |                                                                            |
| Alejandro Garnacho | Argentyna                | od 2023              | 0                    | 8                     | Mistrz Ameryki Płd. z 2024                                                 |
| Patrick Dorgu      | Dania                    | od 2024              | 1                    | 7                     |                                                                            |
| Amad Diallo        | Wybrzeże Kości Słoniowej | od 2021              | 1                    | 6                     |                                                                            |
| Joshua Zirkzee     | Holandia                 | od 2024              | 1                    | 6                     |                                                                            |
| Tom Heaton         | Anglia                   | od 2016              | 0                    | 3                     | Brązowy medalista Ligi Narodów 2019                                        |

Stan na 9 sierpnia 2025 r.

## Trenerzy
| Lata      | Imię i nazwisko     | Sukcesy | Sukcesy |
| --------- | ------------------- | ------- | ------- |
| 1878–1892 | Nieznany            |         |         |
| 1892–1900 | A.H. Albut          |         |         |
| 1900–1903 | James West          |         |         |
| 1903–1912 | Ernest Mangnall     |         |         |
| 1912–1914 | John Bentley        |         |         |
| 1914–1922 | Jack Robson         |         |         |
| 1922–1926 | John Chapman        |         |         |
| 1926–1927 | Lal Hilditch        |         |         |
| 1927–1931 | Herbert Bamlett     |         |         |
| 1931–1932 | Walter Crickmer     |         |         |
| 1932–1937 | Scott Duncan        |         |         |
| 1937–1945 | Walter Crickmer     |         |         |
| 1945–1969 | Matt Busby          |         |         |
| 1969–1970 | Wilf McGuinness     |         |         |
| 1970–1971 | Matt Busby          |         |         |
| 1971–1972 | Frank O’Farrell     |         |         |
| 1972–1977 | Tommy Docherty      |         |         |
| 1977–1981 | Dave Sexton         |         |         |
| 1981–1986 | Ron Atkinson        |         |         |
| 1986–2013 | Alex Ferguson       |         |         |
| 2013–2014 | David Moyes         |         |         |
| 2014      | Ryan Giggs          |         |         |
| 2014–2016 | Louis van Gaal      |         |         |
| 2016–2018 | José Mourinho       |         |         |
| 2018–2021 | Ole Gunnar Solskjær |         |         |
| 2021      | Michael Carrick     |         |         |
| 2021–2022 | Ralf Rangnick       |         |         |
| 2022–2024 | Erik ten Hag        |         |         |
| 2024      | Ruud van Nistelrooy |         |         |
| 2024–     | Rúben Amorim        |         |         |

## Kapitanowie
| Lp. | Imię i nazwisko       | Okres urzędowania | Okres urzędowania |
| --- | --------------------- | ----------------- | ----------------- |
| 1.  | Nieznany              | 1878              | 1882              |
| 2.  | E. Thomas             | 1882              | 1883              |
| 3.  | Sam Black             | 1883              | 1887              |
| 4.  | Jack Powell           | 1887              | 1891              |
| 5.  | Bob McFarlane         | 1891              | 1892              |
| 6.  | Joe Cassidy           | 1892              | 1893              |
| 7.  | Nieznany              | 1893              | 1894              |
| 8.  | James McNaught        | 1894              | 1896              |
| 9.  | Caesar Jenkyns        | 1896              | 1897              |
| 10. | Harry Stafford        | 1897              | 1903              |
| 11. | John Willie Sutcliffe | 1903              | 1904              |
| 12. | Jack Peddie           | 1904              | 1905              |
| 13. | Charlie Roberts       | 1905              | 1913              |
| 14. | George Stacey         | 1913              | 1914              |
| 15. | George Hunter         | 1914              | 1915              |
| 16. | Patrick O’Connell     | 1915              | 1917              |
| 17. | George Anderson       | 1917              | 1918              |
| 18. | Jack Mew              | 1918              | 1919              |
| 19. | Lal Hilditch          | 1919              | 1922              |
| 20. | Frank Barson          | 1922              | 1928              |

| Lp. | Imię i nazwisko  | Okres urzędowania | Okres urzędowania |
| --- | ---------------- | ----------------- | ----------------- |
| 21. | Jack Wilson      | 1928              | 1929              |
| 22. | Charlie Spencer  | 1929              | 1930              |
| 23. | Jack Silcock     | 1930              | 1931              |
| 24. | George McLachlan | 1931              | 1932              |
| 25. | Louis Page       | 1932              | 1932              |
| 26. | Jack Silcock     | 1932              | 1934              |
| 27. | Bill McKay       | 1934              | 1935              |
| 28. | James Brown      | 1935              | 1937              |
| 29. | George Roughton  | 1937              | 1939              |
| 30. | Bill McKay       | 1939              | 1940              |
| 31. | Brak             | 1940              | 1944              |
| 32. | George Roughton  | 1944              | 1945              |
| 33. | Johnny Carey     | 1945              | 1953              |
| 34. | Stan Pearson     | 1953              | 1953              |
| 35. | Allenby Chilton  | 1953              | 1955              |
| 36. | Roger Byrne      | 1955              | 1958              |
| 37. | Bill Foulkes     | 1958              | 1959              |
| 38. | Dennis Viollet   | 1959              | 1960              |
| 39. | Maurice Setters  | 1960              | 1962              |

| Lp. | Imię i nazwisko  | Okres urzędowania | Okres urzędowania |
| --- | ---------------- | ----------------- | ----------------- |
| 40. | Noel Cantwell    | 1962              | 1967              |
| 41. | Denis Law        | 1964              | 1968              |
| 42. | Bobby Charlton   | 1968              | 1973              |
| 43. | George Graham    | 1973              | 1974              |
| 44. | Willie Morgan    | 1974              | 1975              |
| 45. | Martin Buchan    | 1975              | 1982              |
| 46. | Ray Wilkins      | 1982              | 1982              |
| 47. | Bryan Robson     | 1982              | 1994              |
| 48. | Steve Bruce      | 1992              | 1996              |
| 49. | Éric Cantona     | 1996              | 1997              |
| 50. | Roy Keane        | 1997              | 2005              |
| 51. | Gary Neville     | 2005              | 2011              |
| 52. | Nemanja Vidić    | 2011              | 2014              |
| 53. | Wayne Rooney     | 2014              | 2017              |
| 54. | Michael Carrick  | 2017              | 2018              |
| 55. | Antonio Valencia | 2018              | 2019              |
| 56. | Ashley Young     | 2019              | 2020              |
| 57. | Harry Maguire    | 2020              | 2023              |
| 58. | Bruno Fernandes  | 2023              | Obecnie           |

## Sponsorzy
Sponsorzy techniczni i główni
| Lata      | Sponsor techniczny | Sponsor główny |
| --------- | ------------------ | -------------- |
| 1945–1975 | Umbro              |                |
| 1975–1980 | Admiral            |                |
| 1980–1982 | Adidas             |                |
| 1982–1993 | Adidas             | Sharp          |
| 1993–2001 | Umbro              | Sharp          |
| 2001–2002 | Umbro              | Vodafone       |
| 2002–2006 | Nike               | Vodafone       |
| 2006–2010 | Nike               | AIG            |
| 2010–2014 | Nike               | AON            |
| 2014–2015 | Nike               | Chevrolet      |
| 2015–2021 | Adidas             | Chevrolet      |
| 2021–2024 | Adidas             | TeamViewer     |
| 2024–     | Adidas             | Snapdragon     |

## Indywidualne sukcesy piłkarzy

### Mistrzowie świata
| - Bobby Charlton – 1966 Anglia - Nobby Stiles – 1966 Anglia - John Connelly – 1966 Anglia | - Paul Pogba – 2018 Rosja - Lisandro Martínez – 2022 Katar |

### Mistrzowie Europy
| - Peter Schmeichel – 1992 Szwecja |

### Mistrzowie Ameryki Południowej
| - Kléberson – 2004 Peru - Ángelo Henríquez – 2015 Chile | - Alejandro Garnacho – 2024 Stany Zjednoczone - Lisandro Martínez – 2024 Stany Zjednoczone |

### Piłkarze z listyFIFA 100
W nawiasach kariera w Manchesterze United. Na podstawie BBC Sport
| - David Beckham (1992–2003) - George Best (1963–1974) - Éric Cantona (1992–1997) - Bobby Charlton (1956–1973) - Roy Keane (1993–2005) | - Michael Owen (2009–2012) - Peter Schmeichel (1991–1999) - Ruud van Nistelrooy (2001–2006) - Juan Sebastián Verón (2001–2003) |

### Królowie strzelców Pucharu Europy i Ligi Mistrzów
Dotyczy Pucharu Europy (1955-1992) i Ligi Mistrzów (od 1992/93). Na podstawie RSSSF
| - Dennis Viollet – 1956/57, 9 bramek - Denis Law – 1968/69, 9 bramek - Dwight Yorke – 1998/99, 8 bramek - Ruud van Nistelrooy – 2001/02, 10 bramek | - Ruud van Nistelrooy – 2002/03, 12 bramek - Ruud van Nistelrooy – 2004/05, 8 bramek - Cristiano Ronaldo – 2007/08, 8 bramek |

### Królowie strzelców Ligi Europy
Dotyczy Ligi Europy (od 2009/10). Na podstawie RSSSF
| - Bruno Fernandes – 2019/20, 8 bramek - Marcus Rashford – 2022/23, 6 bramek | - Bruno Fernandes – 2024/25, 7 bramek |

### Królowie strzelców ligi
Dotyczy Premier League (od 1992/93) i Football League First Division (1892–1992). Na podstawie RSSSF
| - Dennis Viollet – 1959/60, 32 bramki - George Best – 1967/68, 28 bramek - Dwight Yorke – 1998/99, 18 bramek - Ruud van Nistelrooy – 2002/03, 25 bramek | - Cristiano Ronaldo – 2007/08, 31 bramek - Dimityr Berbatow – 2010/11, 20 bramek - Robin van Persie – 2012/13, 26 bramek |

### Złote Rękawice
Nagroda przyznawana w Premier League od sezonu 2004/05.
| - Edwin van der Sar – 2008/09, 21 Czystych kont - David de Gea – 2017/18, 18 Czystych kont | - David de Gea – 2022/23, 17 Czystych kont |

### Piłkarz sezonu Premier League
Nagroda przyznawana w Premier League od sezonu 1994/95. Wyboru dokonują przedstawiciele angielskich władz piłkarskich, mediów oraz fani
| - Peter Schmeichel – 1995/96 - Dwight Yorke – 1998/99 - Ruud van Nistelrooy – 2002/03 - Cristiano Ronaldo – 2006/07 | - Cristiano Ronaldo – 2007/08 - Nemanja Vidić – 2008/09 - Wayne Rooney – 2009/10 - Nemanja Vidić – 2010/11 |

### Piłkarz roku w Anglii FWA
Nagroda przyznawana od sezonu 1947/48. Wyboru dokonują członkowie Football Writers’ Association (Stowarzyszenia Dziennikarzy Piłkarskich)
| - Johnny Carey – 1948/49 - Bobby Charlton – 1965/66 - George Best – 1967/68 - Éric Cantona – 1995/96 - Roy Keane – 1999/00 | - Teddy Sheringham – 2000/01 - Cristiano Ronaldo – 2006/07 - Cristiano Ronaldo – 2007/08 - Wayne Rooney – 2009/10 |

### Piłkarz roku w Anglii PFA
Nagroda przyznawana od sezonu 1973/74. Wyboru dokonują członkowie Professional Footballers’ Association (Stowarzyszenia Piłkarzy Zawodowych)
| - Mark Hughes – 1988/89 - Mark Hughes – 1990/91 - Gary Pallister – 1991/92 - Éric Cantona – 1993/94 - Roy Keane – 1999/00 - Teddy Sheringham – 2000/01 | - Ruud van Nistelrooy – 2001/02 - Cristiano Ronaldo – 2006/07 - Cristiano Ronaldo – 2007/08 - Ryan Giggs – 2008/09 - Wayne Rooney – 2009/10 |

### LaureaciZłotego Buta
Na podstawie RSSSF
| - Cristiano Ronaldo – 2007/08, 31 bramek, 62 pkt. |

### LaureaciZłotej Piłki
Na podstawie celebrazio.net
| - Denis Law – 1964, 61 pkt. - Bobby Charlton – 1966, 81 pkt. | - George Best – 1968, 61 pkt. - Cristiano Ronaldo – 2008, 446 pkt. |

## Rekordy

### Rekordy indywidualne
Mecze
| Lp. | Zawodnik        | Lata      | Liga | Puchar Anglii | Puchar Ligi | Europa | Inne | Razem |
| --- | --------------- | --------- | ---- | ------------- | ----------- | ------ | ---- | ----- |
| 1.  | Ryan Giggs      | 1991–2014 | 672  | 74            | 41          | 157    | 19   | 963   |
| 2.  | Bobby Charlton  | 1956–1973 | 606  | 78            | 24          | 45     | 5    | 758   |
| 3.  | Paul Scholes    | 1994–2013 | 499  | 49            | 21          | 134    | 15   | 718   |
| 4.  | Bill Foulkes    | 1952–1969 | 566  | 61            | 3           | 52     | 6    | 688   |
| 5.  | Gary Neville    | 1992–2011 | 400  | 47            | 25          | 117    | 13   | 602   |
| 6.  | Wayne Rooney    | 2004–2017 | 393  | 40            | 20          | 98     | 8    | 558   |
| 7.  | David de Gea    | 2011–2023 | 415  | 28            | 16          | 82     | 4    | 545   |
| 8.  | Alex Stepney    | 1966–1978 | 433  | 44            | 35          | 23     | 4    | 539   |
| 9.  | Tony Dunne      | 1960–1973 | 414  | 55            | 21          | 40     | 5    | 535   |
| 10. | Denis Irwin     | 1990–2002 | 368  | 43            | 31          | 75     | 12   | 529   |
|     |                 |           |      |               |             |        |      |       |
| 23. | Marcus Rashford | 2015–     | 287  | 36            | 25          | 75     | 3    | 426   |

Bramki
| Lp. | Zawodnik        | Lata                 | Liga | Puchar Anglii | Puchar Ligi | Europa | Inne | Razem |
| --- | --------------- | -------------------- | ---- | ------------- | ----------- | ------ | ---- | ----- |
| 1.  | Wayne Rooney    | 2004–2017            | 183  | 22            | 5           | 39     | 4    | 253   |
| 2.  | Bobby Charlton  | 1956–1973            | 199  | 19            | 7           | 22     | 2    | 249   |
| 3.  | Denis Law       | 1962–1973            | 171  | 34            | 3           | 28     | 1    | 237   |
| 4.  | Jack Rowley     | 1937–1955            | 182  | 26            | 0           | 0      | 3    | 211   |
| 5.  | George Best     | 1963–1974            | 137  | 21            | 9           | 11     | 1    | 179   |
| 5.  | Dennis Viollet  | 1949–1962            | 159  | 5             | 1           | 13     | 1    | 179   |
| 7.  | Ryan Giggs      | 1991–2014            | 114  | 12            | 12          | 29     | 1    | 168   |
| 7.  | Joe Spence      | 1919–1933            | 158  | 10            | 0           | 0      | 0    | 168   |
| 9.  | Mark Hughes     | 1983–1986, 1988–1995 | 120  | 17            | 16          | 9      | 1    | 163   |
| 10. | Paul Scholes    | 1994–2013            | 107  | 13            | 9           | 26     | 0    | 155   |
|     |                 |                      |      |               |             |        |      |       |
| 15. | Marcus Rashford | 2015–                | 87   | 9             | 16          | 26     | 0    | 138   |

Mecze w lidze
| Lp. | Zawodnik        | Lata      | Mecze |
| --- | --------------- | --------- | ----- |
| 1.  | Ryan Giggs      | 1991–2014 | 672   |
| 2.  | Bobby Charlton  | 1956–1973 | 606   |
| 3.  | Bill Foulkes    | 1952–1969 | 566   |
| 4.  | Paul Scholes    | 1994–2013 | 499   |
| 5.  | Joe Spence      | 1919–1933 | 481   |
| 6.  | Alex Stepney    | 1966–1978 | 433   |
| 7.  | John Silcock    | 1919–1934 | 423   |
| 8.  | David de Gea    | 2011–2023 | 415   |
| 9.  | Tony Dunne      | 1960–1973 | 414   |
| 10. | Gary Neville    | 1992–2011 | 400   |
|     |                 |           |       |
| 42. | Marcus Rashford | 2015–     | 287   |

Bramki w lidze
| Lp. | Zawodnik        | Lata                 | Mecze |
| --- | --------------- | -------------------- | ----- |
| 1.  | Bobby Charlton  | 1956–1973            | 199   |
| 2.  | Wayne Rooney    | 2004–2017            | 183   |
| 3.  | Jack Rowley     | 1937–1955            | 182   |
| 4.  | Denis Law       | 1962–1973            | 171   |
| 5.  | Dennis Viollet  | 1949–1962            | 159   |
| 6.  | Joe Spence      | 1919–1933            | 158   |
| 7.  | George Best     | 1963–1974            | 137   |
| 8.  | Stan Pearson    | 1936–1954            | 127   |
| 9.  | Mark Hughes     | 1983–1986, 1988–1995 | 120   |
| 10. | Ryan Giggs      | 1991–2014            | 114   |
| 10. | David Herd      | 1961–1968            | 114   |
|     |                 |                      |       |
| 22. | Marcus Rashford | 2015–                | 87    |

Mecze w Pucharze Anglii
| Lp. | Zawodnik        | Lata                 | Mecze |
| --- | --------------- | -------------------- | ----- |
| 1.  | Bobby Charlton  | 1956–1973            | 78    |
| 2.  | Ryan Giggs      | 1991–2014            | 74    |
| 3.  | Bill Foulkes    | 1952–1969            | 61    |
| 4.  | Tony Dunne      | 1960–1973            | 55    |
| 5.  | Paul Scholes    | 1994–2013            | 49    |
| 6.  | Gary Neville    | 1992–2011            | 47    |
| 7.  | George Best     | 1963–1974            | 46    |
| 7.  | Mark Hughes     | 1983–1986, 1988–1995 | 46    |
| 7.  | Roy Keane       | 1993–2005            | 46    |
| 7.  | Denis Law       | 1962–1973            | 46    |
|     |                 |                      |       |
| 25. | Marcus Rashford | 2015–                | 36    |

Bramki w Pucharze Anglii
| Lp. | Zawodnik            | Lata                 | Mecze |
| --- | ------------------- | -------------------- | ----- |
| 1.  | Denis Law           | 1962–1973            | 34    |
| 2.  | Jack Rowley         | 1937–1955            | 26    |
| 3.  | Wayne Rooney        | 2004–2017            | 22    |
| 4.  | George Best         | 1963–1974            | 21    |
| 4.  | Stan Pearson        | 1936–1954            | 21    |
| 6.  | Bobby Charlton      | 1956–1973            | 19    |
| 7.  | Mark Hughes         | 1983–1986, 1988–1995 | 17    |
| 8.  | David Herd          | 1961–1968            | 15    |
| 9.  | Brian McClair       | 1987–1998            | 14    |
| 9.  | Ruud van Nistelrooy | 2001–2006            | 14    |
|     |                     |                      |       |
| 15. | Bruno Fernandes     | 2020–                | 10    |

Mecze w europejskich pucharach
| Lp. | Zawodnik            | Lata      | Mecze |
| --- | ------------------- | --------- | ----- |
| 1.  | Ryan Giggs          | 1991–2014 | 157   |
| 2.  | Paul Scholes        | 1994–2013 | 134   |
| 3.  | Gary Neville        | 1992–2011 | 117   |
| 4.  | Wayne Rooney        | 2004–2017 | 98    |
| 5.  | Rio Ferdinand       | 2002–2014 | 91    |
| 6.  | Michael Carrick     | 2006–2018 | 86    |
| 7.  | David Beckham       | 1994–2003 | 83    |
| 8.  | David de Gea        | 2011–2023 | 82    |
| 8.  | Roy Keane           | 1993–2005 | 82    |
| 10. | Ole Gunnar Solskjær | 1996–2007 | 81    |
|     |                     |           |       |
| 12. | Marcus Rashford     | 2015–     | 75    |

Bramki w europejskich pucharach
| Lp. | Zawodnik            | Lata                 | Mecze |
| --- | ------------------- | -------------------- | ----- |
| 1.  | Wayne Rooney        | 2004–2017            | 39    |
| 2.  | Ruud van Nistelrooy | 2001–2006            | 38    |
| 3.  | Ryan Giggs          | 1991–2014            | 29    |
| 4.  | Denis Law           | 1962–1973            | 28    |
| 5.  | Marcus Rashford     | 2015–                | 26    |
| 5.  | Paul Scholes        | 1994–2013            | 26    |
| 7.  | Cristiano Ronaldo   | 2003–2009, 2021–2022 | 24    |
| 8.  | Bobby Charlton      | 1956–1973            | 22    |
| 8.  | Bruno Fernandes     | 2020–                | 22    |
| 10. | Ole Gunnar Solskjær | 1996–2007            | 20    |

Stan na 1 maja 2025